# Mirabell kastély
A Mirabell kastély (németül: Schloss Mirabell) az ausztriai Salzburg óvárosában található palota, amely az egyik legismertebb turisztikai látnivaló a városban. A salzburgi hercegérsekek által építtetett kastély sok változáson esett át az évszázadok során, legnagyobb értéke a barokk szobrokkal gazdagon díszített kertje. A teljes komplexum minden létesítményével és híres kertjeivel együtt Salzburg városának történelmi központjának tagjaként a Világörökség része.

## Története
A ma Salzburg Neustadt városrészéhez tartozó Mirabell kastélyt 1606 körül Wolf Dietrich von Raitenau érsek építtette az akkori városfalakon túl szeretője vagy titkos felesége, Salome Alt számára, és eredetileg Altenau-kastélynak hívták. Az előző épületnek a maradványait megőrizték a mai épület délnyugati sarkában, valamint az alagsorban. A 15 gyermekéről mindig gondoskodó hercegérsek legitimációt és törvényes örökösi címet szerzett a császártól, így a gyermekeket örökletes nemességbe is nevelték, anyjukkal együtt pedig Alt von Altenaunak hívták magukat. Ez azonban később kevés haszonnal járt. Wolf Dietrich 1612-es veresége és Hohensalzburgba zárása után utódja és unokaöccse, Markus Sittikus von Hohenems hamarosan elhajtotta feleségét és gyermekeit az épületből. Az előd emlékének teljes kitörlése érdekében Sittikus érsek Mirabellnek nevezte át a palotát, amely a Mirabell olasz női keresztnévből származik (mirabile ’csodálatos’ és bella ’gyönyörű’).

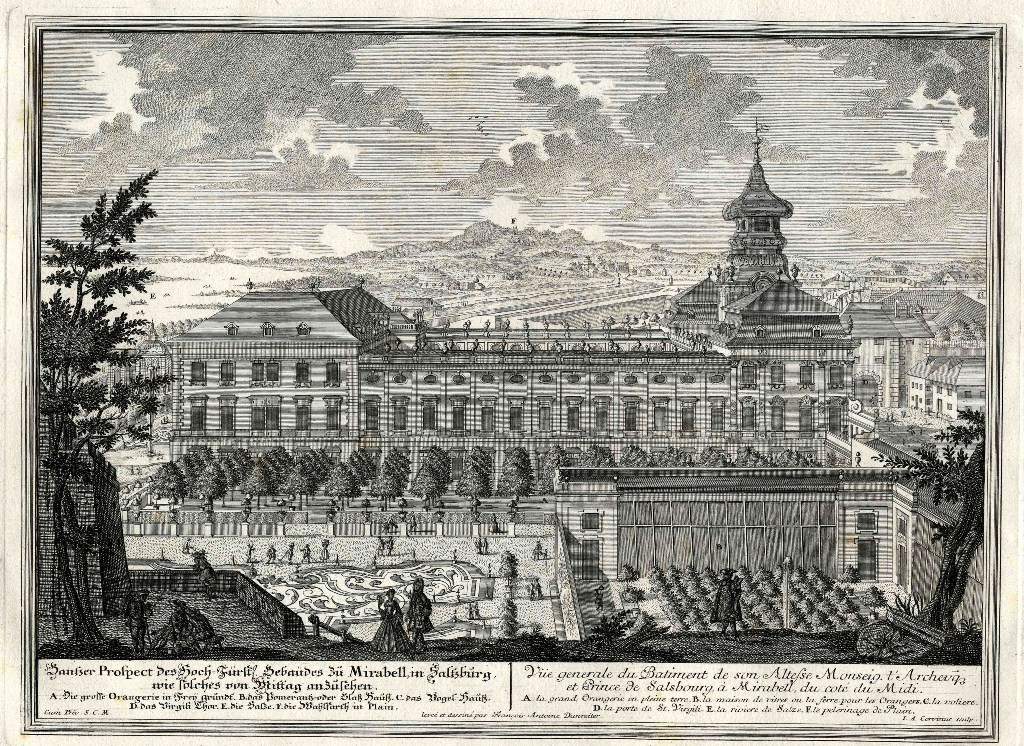
A kastély 1735 körül, még a díszes kupolával

Paris von Lodron érsek a harmincéves háború idején a Mirabell kastélyt és annak kertjeit a Salzach jobb partján 1620 és 1642 között az új erős erődítménybe illesztette be. Markus Sittikusszal ellentétben szeretett a kastélyban élni, és itt is halt meg 1653. december 15-én.
1721 és 1727 között Franz Anton von Harrach érsek megbízásából a jól ismert barokk építőmester, Johann Lukas von Hildebrandt csodálatos barokk palotakomplexummá alakította át, egy négyszárnyú épületegyüttessé belső udvarral, amelyet hosszas viták után csatoltak le a parkról. 
Az 1810 és 1816 közötti bajor uralom alatt a Mirabell kastély a bajor koronaherceg rezidenciája volt. Ottó bajor herceg, a későbbi I. Ottó görög király 1815. június 1-jén a kastélyban született.

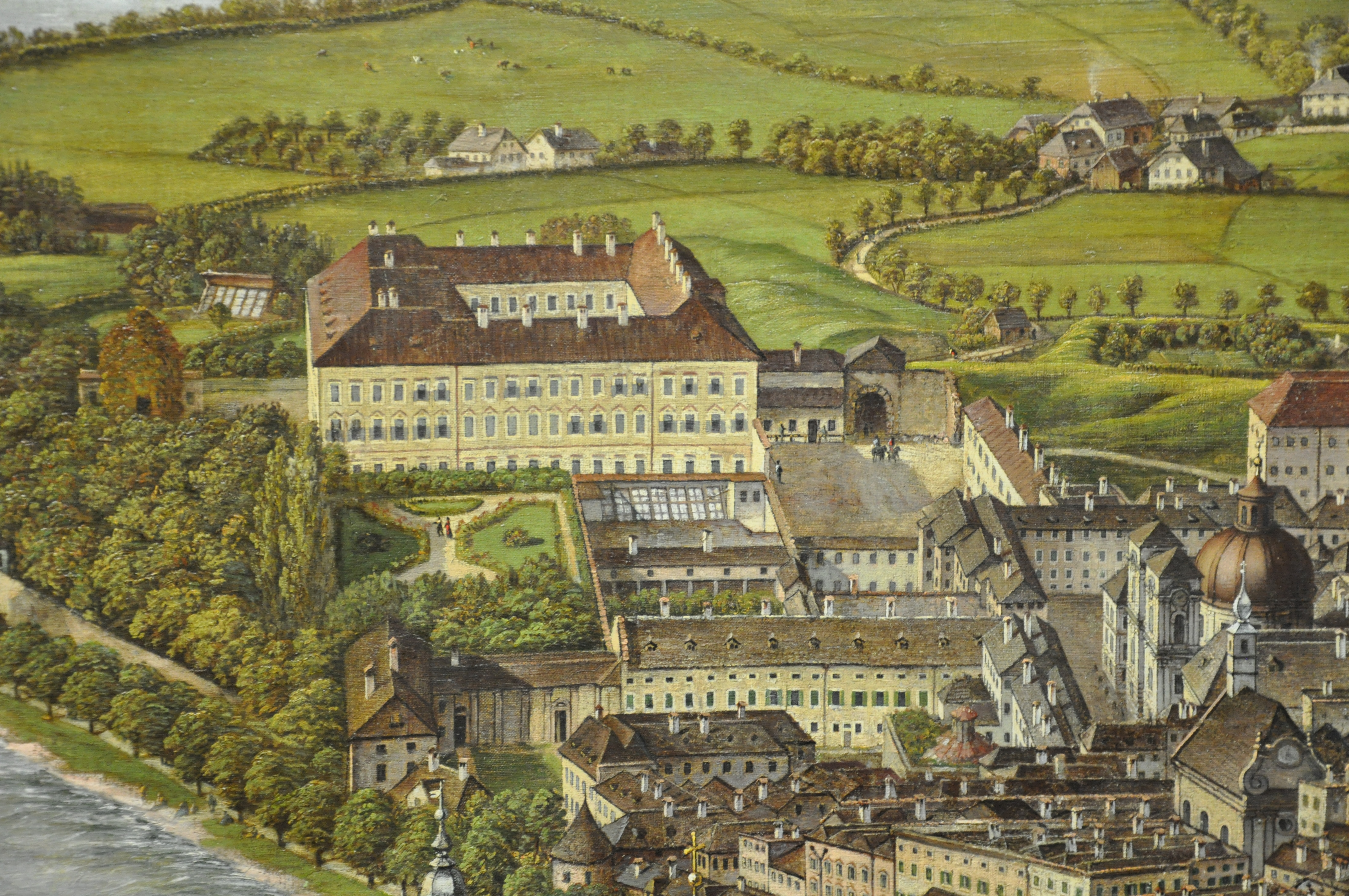
A kastély 1829-ben már klasszicista jegyekkel, valamint a barokk franciakertek helyett angolkerttel

1818-ban a városban pusztító tűz nagy károkat okozott a kastélyban. Az újjáépítést I. Ferenc császár megbízásából hajtották végre, aki maga adott pontos utasításokat a megvalósítással kapcsolatban. Peter Nobile udvari tanácsos terve túl drága volt a császár számára, ezért a salzburgi járási mérnököt, Johann Wolfgang Hagenauert bízta meg a tervezéssel és kivitelezéssel. Ennek eredményeként az épület elvesztette egyedülálló barokk megjelenését. A keleti homlokzat közepét koronázó hatalmas tornyot elbontották, eltűnt a finom oromzatos szerkezet a keleti oldalon kissé kiálló saroknyúlványokkal, valamint eltávolításra kerültek a tetőpárkányok is, amelyeket rengeteg váza és 28 alak díszített. Szerencsére a nyugati udvari homlokzat és a nyugati kerti homlokzat nagyrészt eredeti állapotában megmaradt. A kiálló rizalitok és a jól felépített falfelületek ritmusa az egykori barokk remekmű eredeti megjelenését közvetíti, bár itt is hiányoznak a díszes tetőszerkezetek és az alakok.
Hans Makart salzburgi festőművész édesapja 1849 előtt itt dolgozott szobafelügyelőként. A magyar felmenőkkel is rendelkező Tarnóczy Miksa bíboros-érsek 1851 és 1863 között élt ebben a kastélyban. Joachim Haspinger idős kapucinus szerzetes és tiroli szabadsághős († 1858) élete utolsó négy évét itt töltötte egy földszinti lakásban.
1866-ban a kastély és a Kapuzinerberg Salzburg városának tulajdonába került 50 000 guldenért cserébe. Ferenc József császár két évvel korábban már a városnak adományozta a Mirabell-kertet. 1947 és 1950 között itt működtek a polgármesteri és -helyettesi irodák, valamint a magisztrátus és néhány önkormányzati osztály.

## Látnivalók a kastélyban

### Georg-Raphael-Donner-Stiege
A Georg-Raphael-Donner-Stiege a főlépcső, amely a földszinttől a második emeletig tart, és a nyugati szárny északi sarkában található. Mai nevét alkotójáról, Georg Raphael Donnerről, korának neves szobrászáról kapta. A lépcsőkorlátot gazdagon fonódó minták és különféle puttók díszítik, amelyek különböző testtartásokban, ülve, fekve és játszva ékesítik a korlátot. A falakban fülkék lettek kialakítva, amelyekben mitologikus alakok márványszobrai állnak, míg az ajtók felett antik mellszobrok láthatók.

### Marmorsaal
A díszes Marmorsaal (márványterem) falát márvány, aranyozott stukkó és márványutánzat borítja. A terem falának közepénél dekoratív barokk stukkólemezek húzódnak végig. Johann Michael Rottmayr egykori nagy mennyezeti freskója az 1818-as tűzvészben odaveszett. A hangulata és nagyon jó akusztikája miatt a termet esküvők és klasszikus koncertek helyszíneként használják, melyekre mintegy 125 fő fér be. A teremnek komoly zenei hagyományai vannak, Leopold Mozart is többször lépett fel itt gyermekeivel, Wolfganggal és Nannerllel. A Salzburgi Kastélykoncertek rendezvényének keretében olyan ismert művészek léptek fel már itt, mint a Salzburger Solisten, a Bartók vonósnégyes, a Twins Quartett, valamint olyan híres szólisták, mint Jörg Demus és Igor Ojsztrah.

### Schlosskapelle
Az 1818-as tűzvész előtt a Schlosskapelle (kastélykápolna) mennyezetét Bartolomeo Altomonte freskói díszítették, amelyet Nepomuki Szent Jánosnak szenteltek. A tűzben súlyosan megrongálódott épületet 1837-ben Friedrich zu Schwarzenberg bíboros-érsek újíttatta fel. Az oltár és Szent Ágoston, Rupert, Virgil és Márton szobrai alapvetően 1722-ből származnak. A tűzben elpusztult Nepomuki Szent János-oltárképet Johann Michael Hess pótolta 1830-ban. A kastélykápolna 1938 júliusa óta az osztrák ókatolikus egyház helyi plébániatemploma, korábban az istentiszteleteket a márványteremben tartották meg. A kis templomot 1952-ben és 1988-ban újították fel. A Mirabell kastély ókatolikus temploma évente részt vesz az egyházak ökumenikus éjszakáján. A templomban 2012 óta rendszeres időközönként klasszikus zenei koncerteket is tartanak.

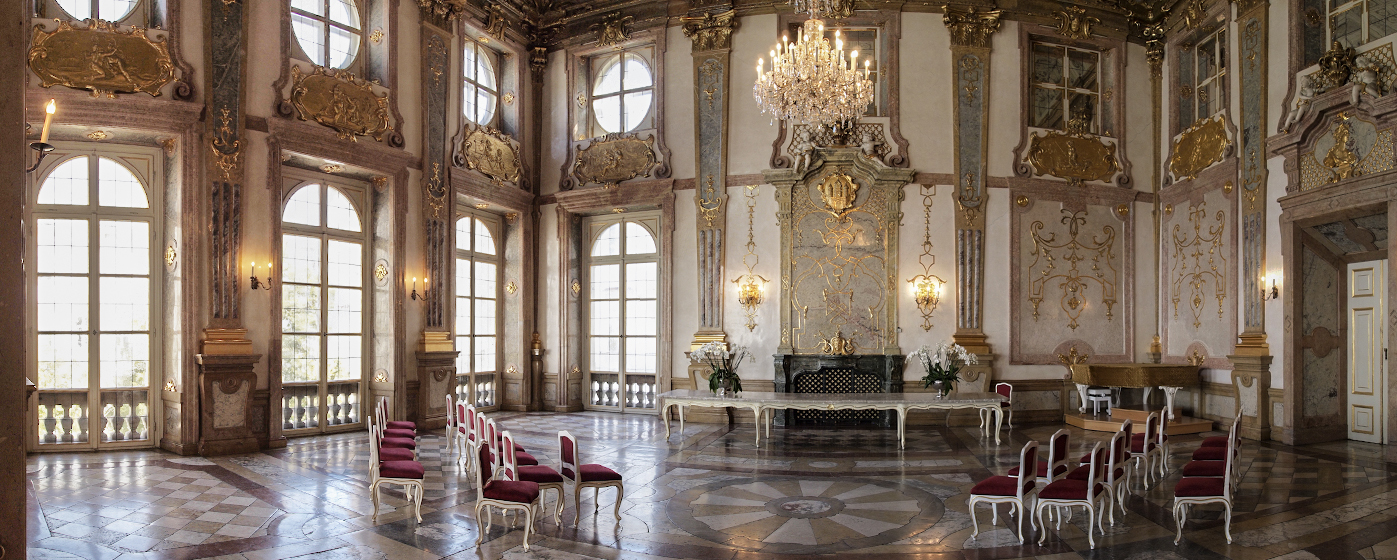
A Marmorsaal (márványterem)
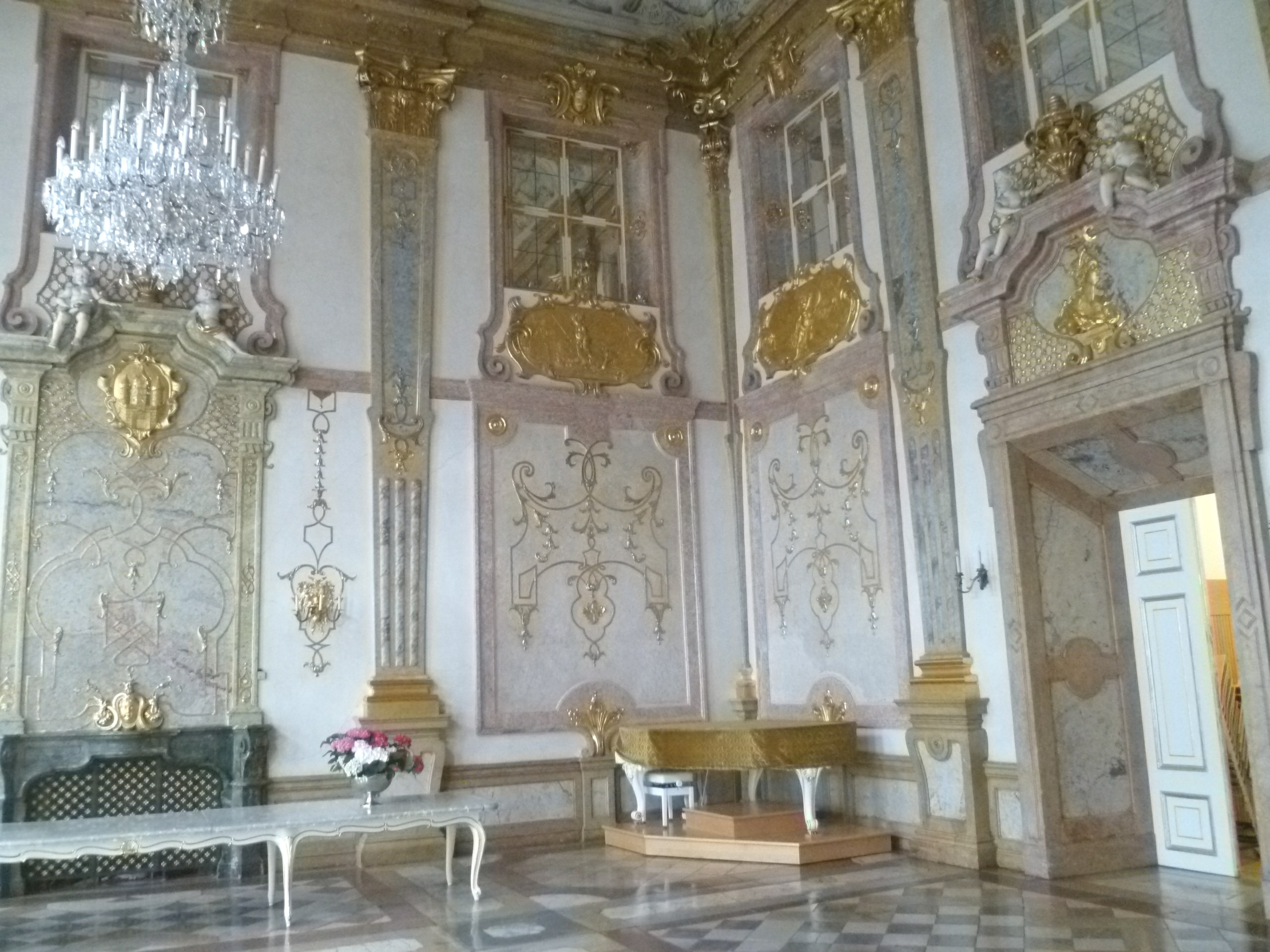
A Marmorsaal díszítése
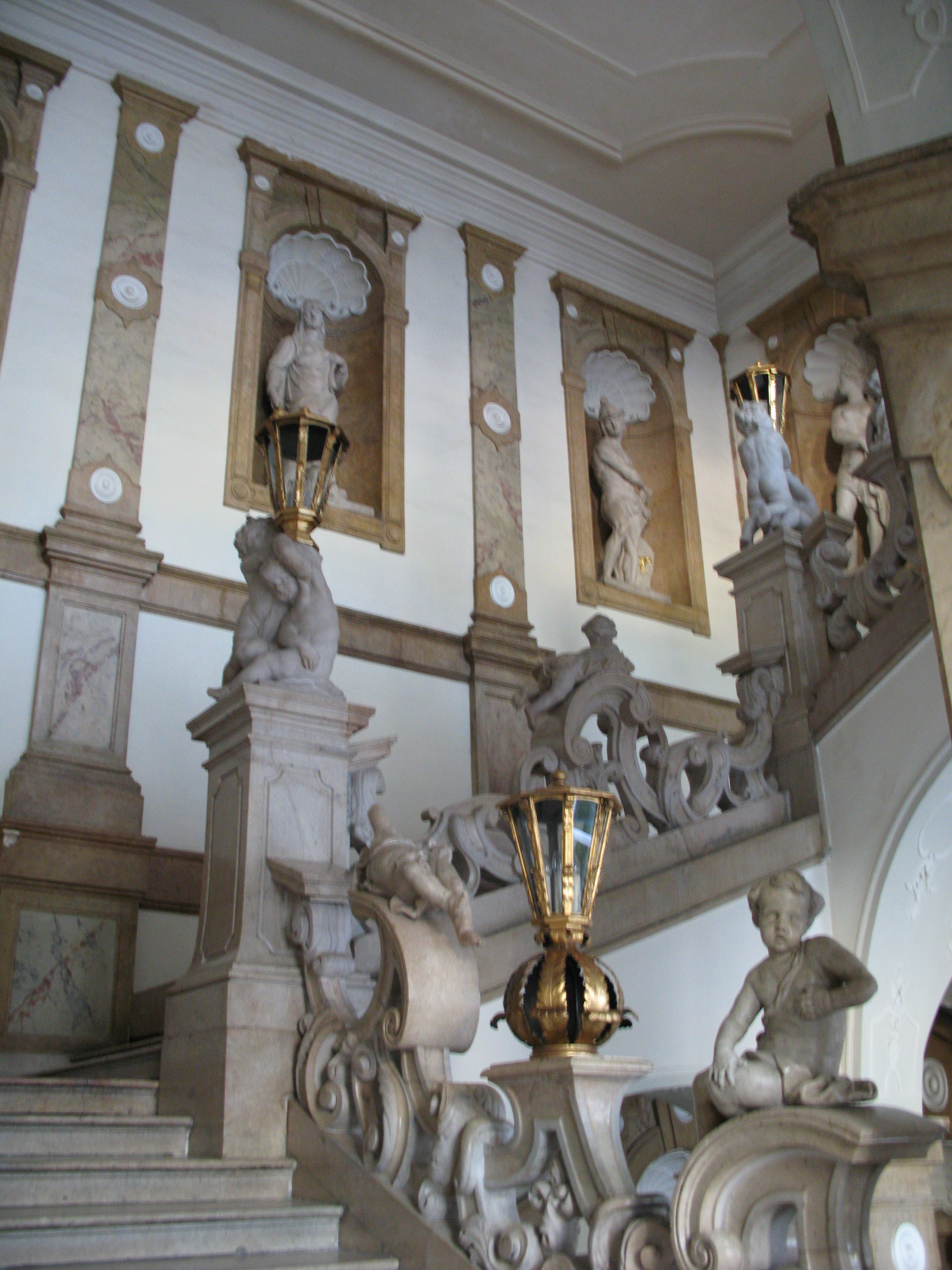
A Georg-Raphael-Donner-Stiege lépcsőház
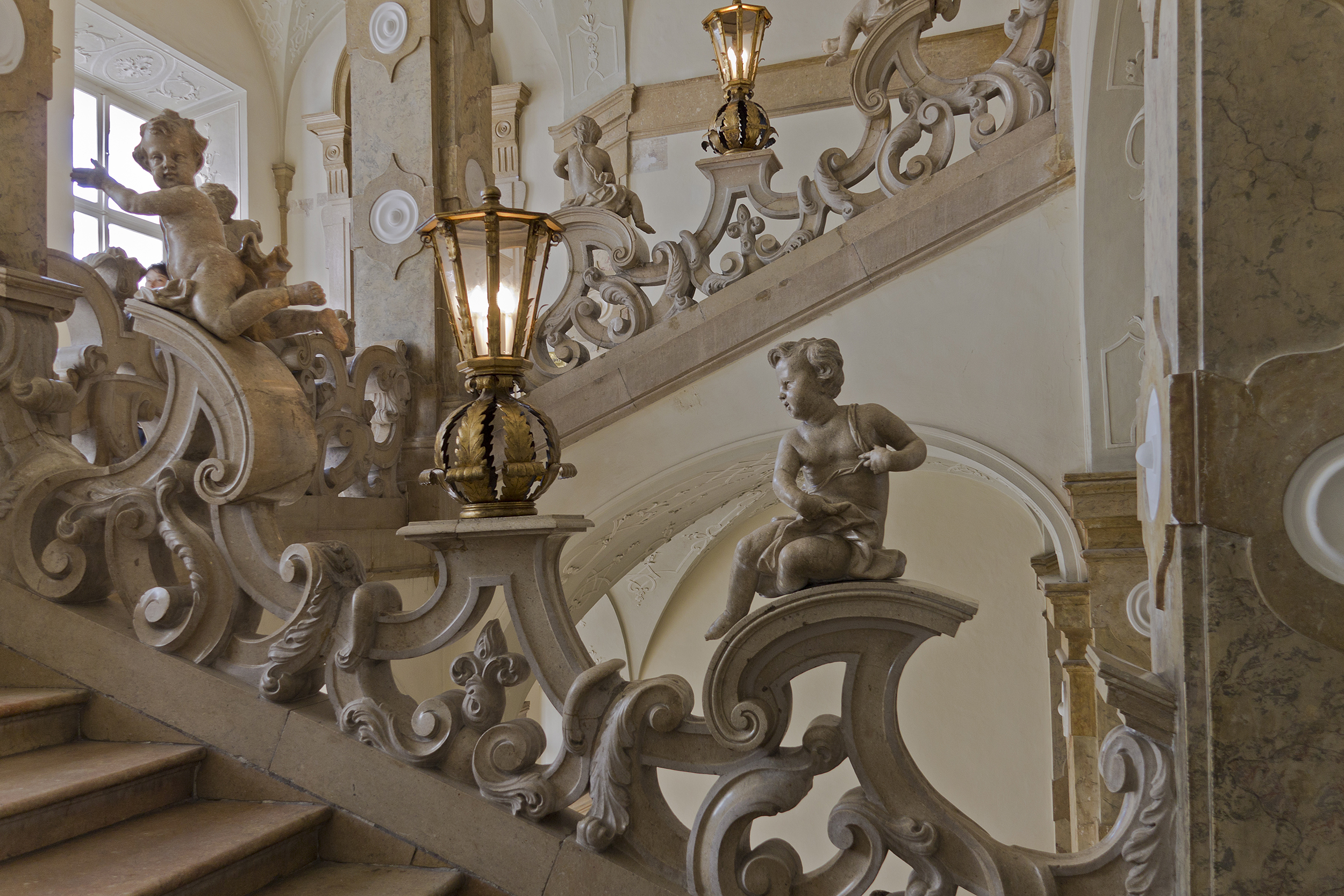
Gazdagon díszített barokk korlát
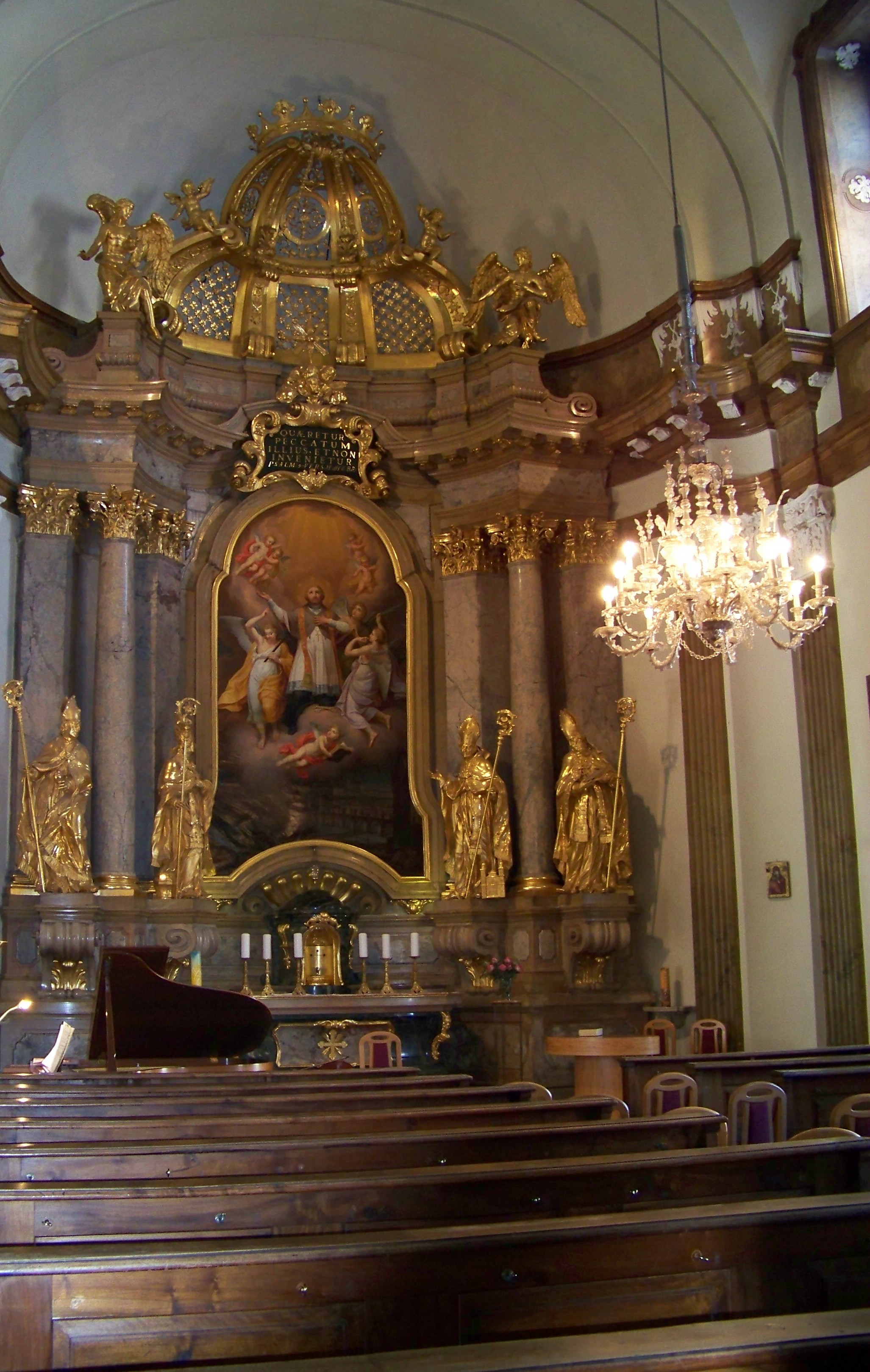
Az ókatolikus kápolna barokk oltára

## Kertek

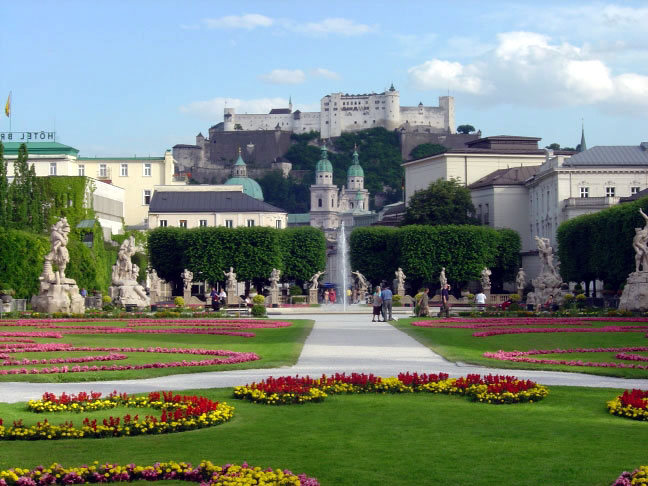
Kilátás a kertből a dómra és Hohensalzburg várára

A palota kertjei tartalmazzák a ma már beépített részeket (pl. az Universität Mozarteum kampuszához tartozó területeket), valamint a két Parterrét, a Heckentheatert (szabadtéri színpad), Wasserbasteit (vízibástya), a rózsakertet és az eredeti törpekertet, valamint a lebontott Mirabell-bástya helyett kialakított Kurgartent.
A kertek nagyrészt megmaradtak, amikor a kastély leégett. A jelenlegi elrendezés főleg Johann Bernhard Fischer von Erlachtól származik, amelyet Anton Danreiter módosított 1730 körül. Az Orangerie üvegházát a szomszédos pálmaházzal 1725 körül építették. Ettől délre működik 1973 óta a Salzburgi Barokk Múzeum.
A kicsi, hosszúkás sövényszínház 1704 és 1718 között épült a Lodron által építtetett védőfalon. Ma is használják alkalmanként kisebb színházi előadásokhoz vagy koncertekhez.

### Großes Gartenparterre (Nagy parterre)
A nagy parterre körüli márvány korlátokat a művészi vázáikkal Johann Bernhard Fischer von Erlach tervezte. A korlátok és szobrok elrendezését Anton Danreiter megváltoztatta 1730 után. A szobrok elrendezése, amelyet később kissé megváltoztattak, szintén Fischer von Erlach tervei alapján készült. 

#### A négy elem szobrai
A palotától délre fekvő nagy parterre központi szökőkútjának medencéje körül négy alakpár található, amelyeket Ottavio Mosto készített 1690 körül. A szobrok máig az eredeti helyükön és magas talapzatukon tekinthetők meg. Az alakok elsősorban a négy klasszikus elemet: a vizet, a tüzet, a levegőt és a földet jelképezik. A szobrok egy-egy ember felemelésének témáját dolgozzák fel, az egyik figura azért kapja fel a másikat, hogy elrabolja, megmentse, legyőzze vagy magával vigye. A szobrok további szimbolikája szándékosan összetett. A szobrok keletről nyugatra nézve a nap menetének megfelelően az alábbiak:
- Parisz elrabolja szerelmét, Helenét Spártából a tengeren át egészen Trójáig, ezzel kirobbantva a trójai háborút;
- A tízéves trójai háború végén Aineiasz (ismert latin formában Aeneas) hátán cipelve megmenti apját, Ankhiszészt és fiát Aszkanioszt az égő Trójából;
- Héraklész (latinosan Herkules) legyőzi a földi félistent, Antaioszt, akit felemelve kifogyasztott a földből származó és legyőzhetetlenné tévő erejéből, majd megfojtotta;
- Hádész elrabolja Perszephonét az alvilágba.[8]

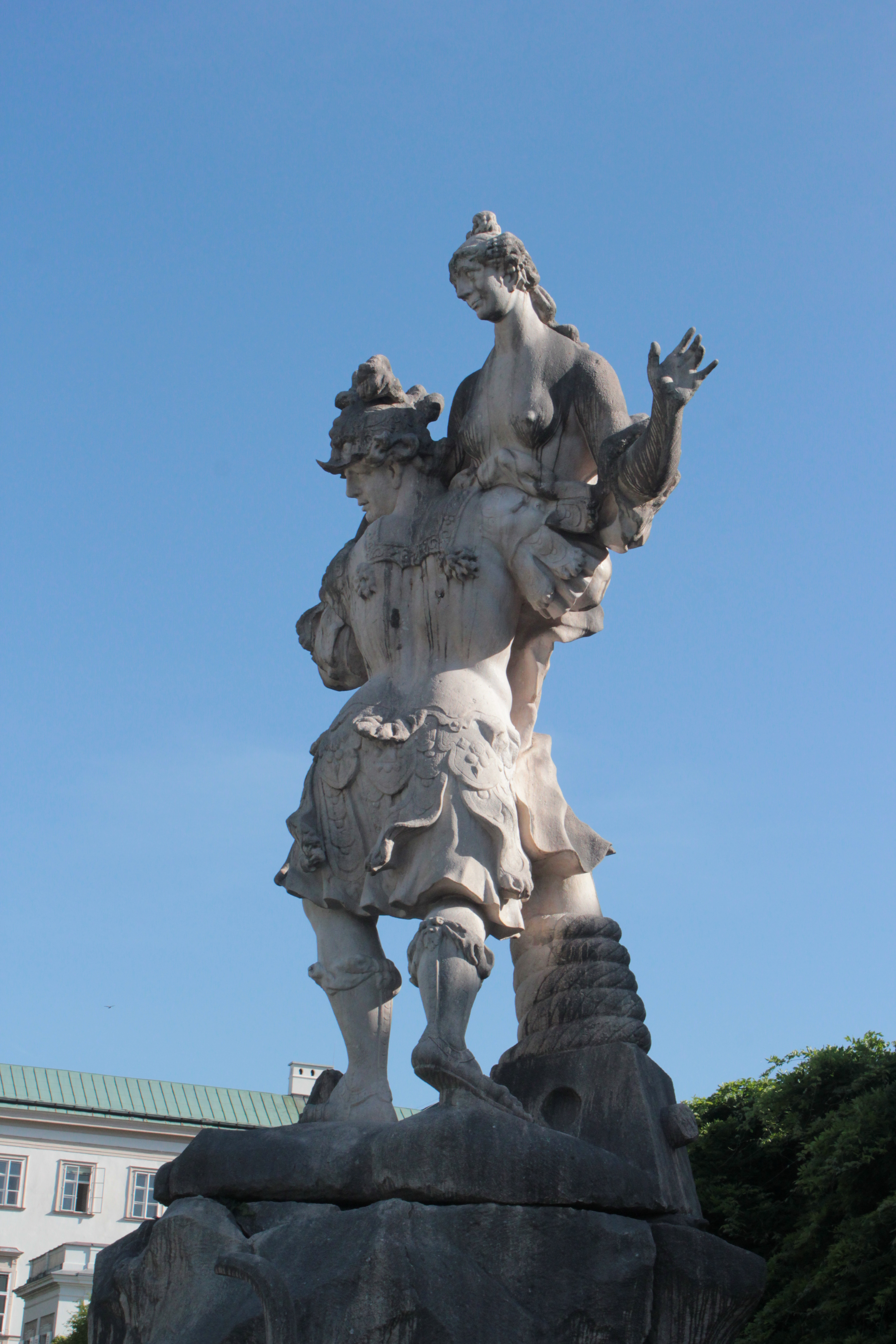
Parisz elrabolja Helénát, és Trójába hajózik vele (víz)
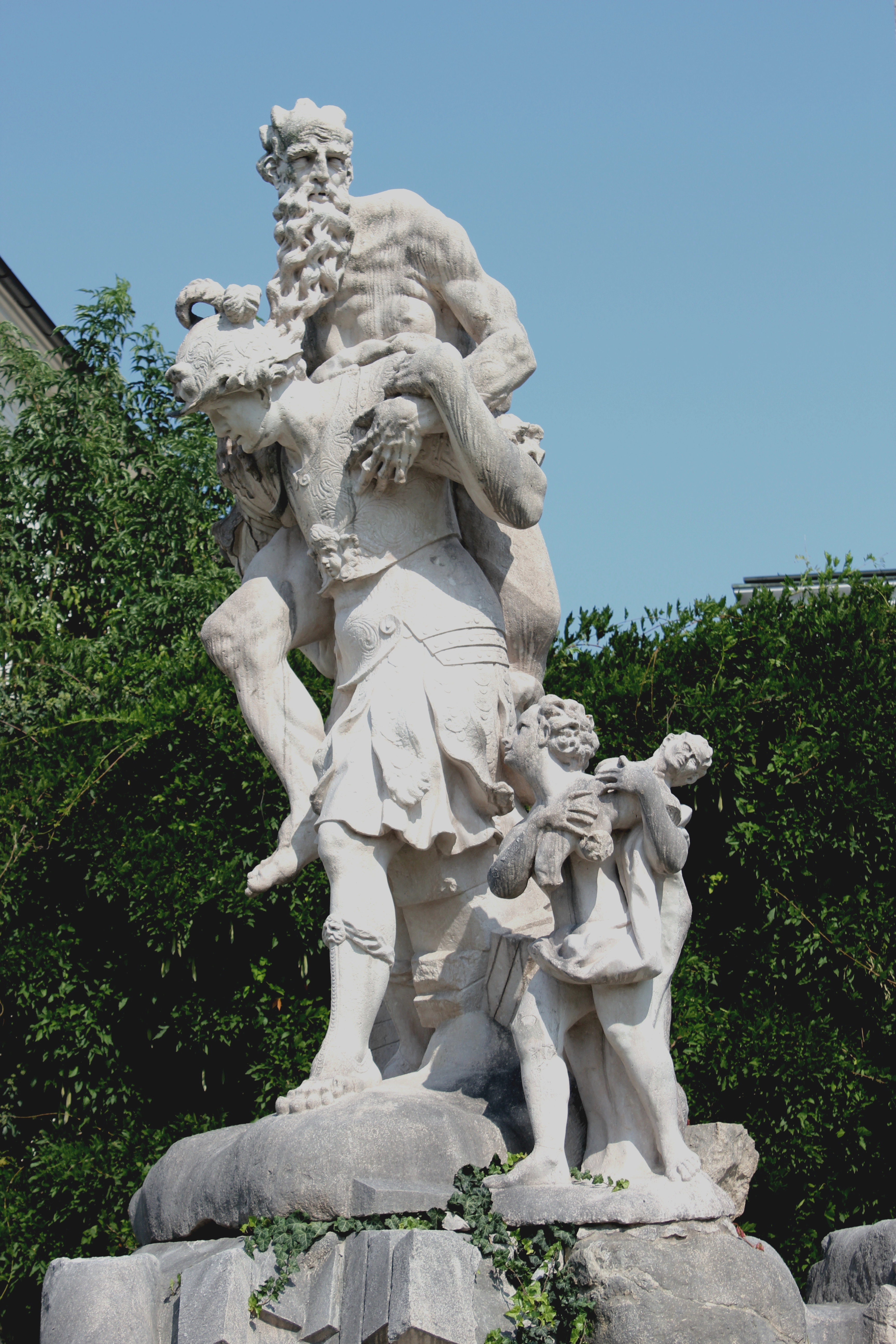
Aineiasz megmenti apját és fiát az égő városból (tűz)
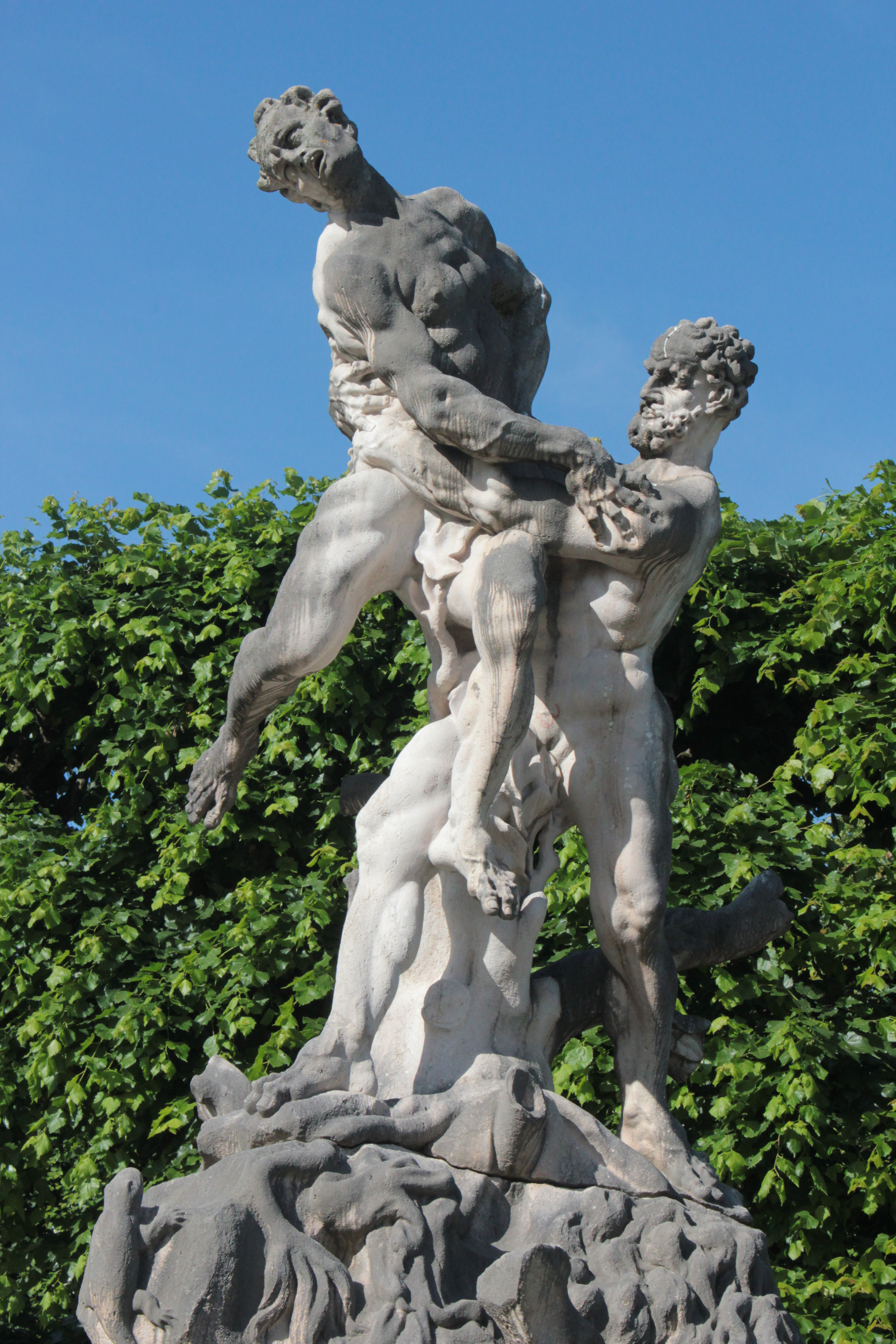
Herkules a levegőbe emelve megküzd Antaiosszal (levegő)
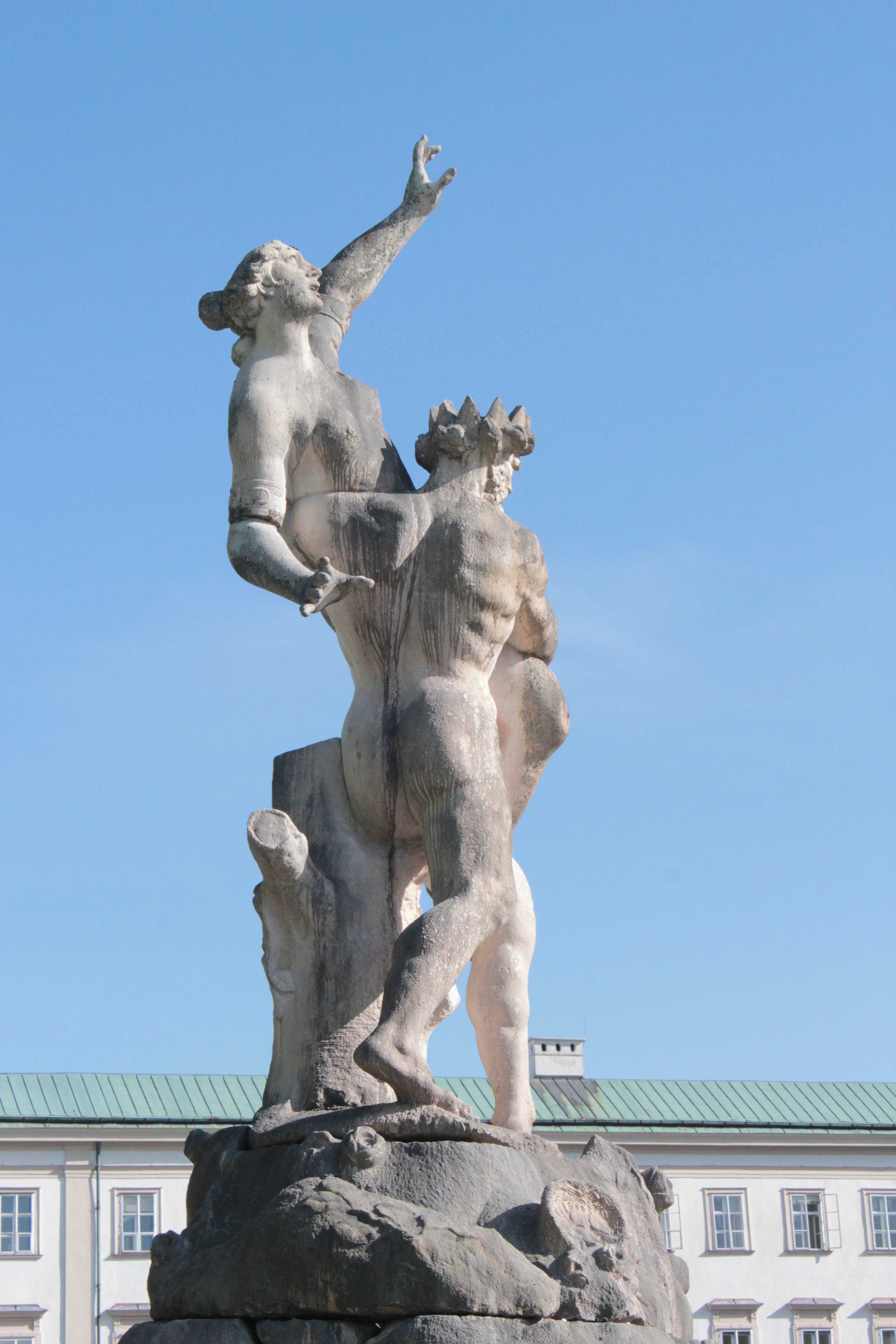
Hádész magával viszi Perszephonét az alvilágba (föld)

#### A nyolc antik istenség szobrai
A keleti oldalon áll a tavaszt szimbolizáló Apollo a babérral, valamint a nyár szimbólumaként pedig a Mercur a szárnyas sisakkal. Hatalmas istenek látják el a kert jelképes védelmét a déli bejárat felől: Vulcanus az üllőjével és Hercules a bunkósbotjával és a nemeai oroszlán bőrével. Ez utóbbi jelképezi emellett Johann Ernst Graf Thun érsek herkulesi erőfeszítéseit is. Az úttól nyugatra a teljes páncélzatban álló Mars, valamint a koronával és sassal rendelkező Jupiter alakja látható. Nyugaton, a naplemente tematikája körül ismét összekapcsolódnak az évszakok szimbólumai: Bacchus az ős allegóriája szőlővel és thyrsus bottal a kezében, valamint a tél jelképeként Saturnus felfalja egyik gyermekét. A férfi alakok Bartholomäus van Opstal (Bacchus, Jupiter, Hermes, Mercur) és Johannes Frölich (Apollo) szobrászművészek alkotásai.

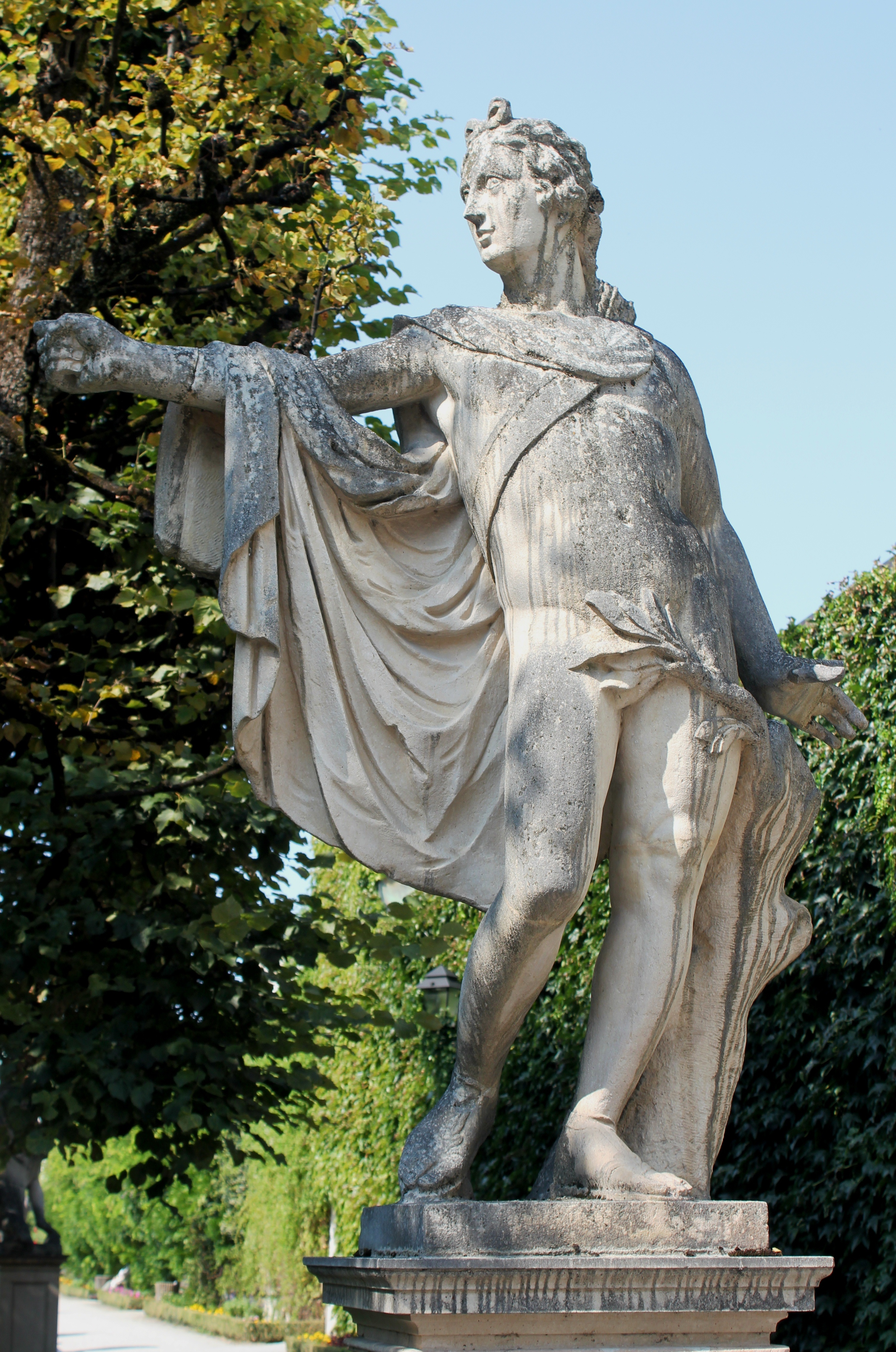
Apollo (tavasz)
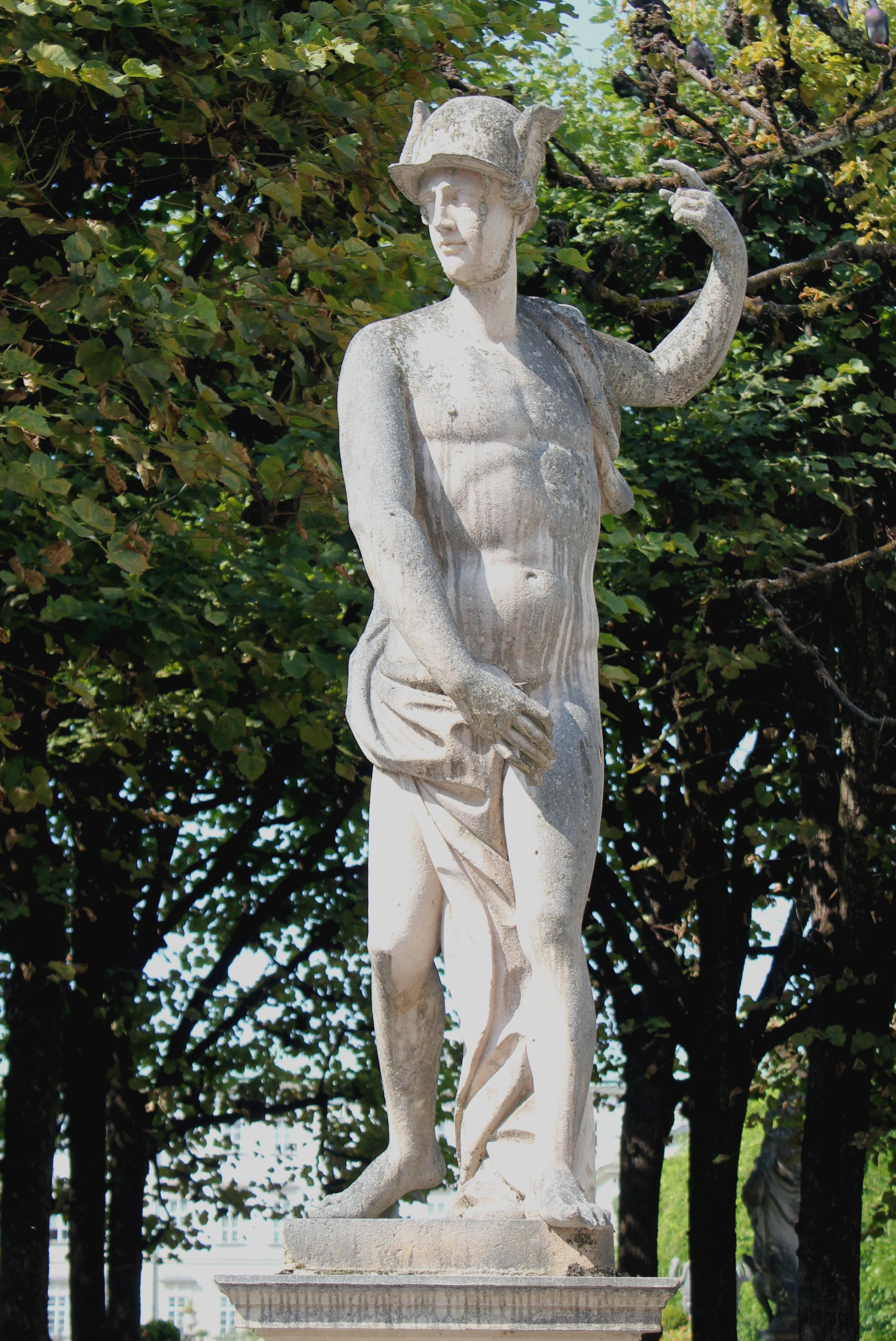
Mercur (nyár)
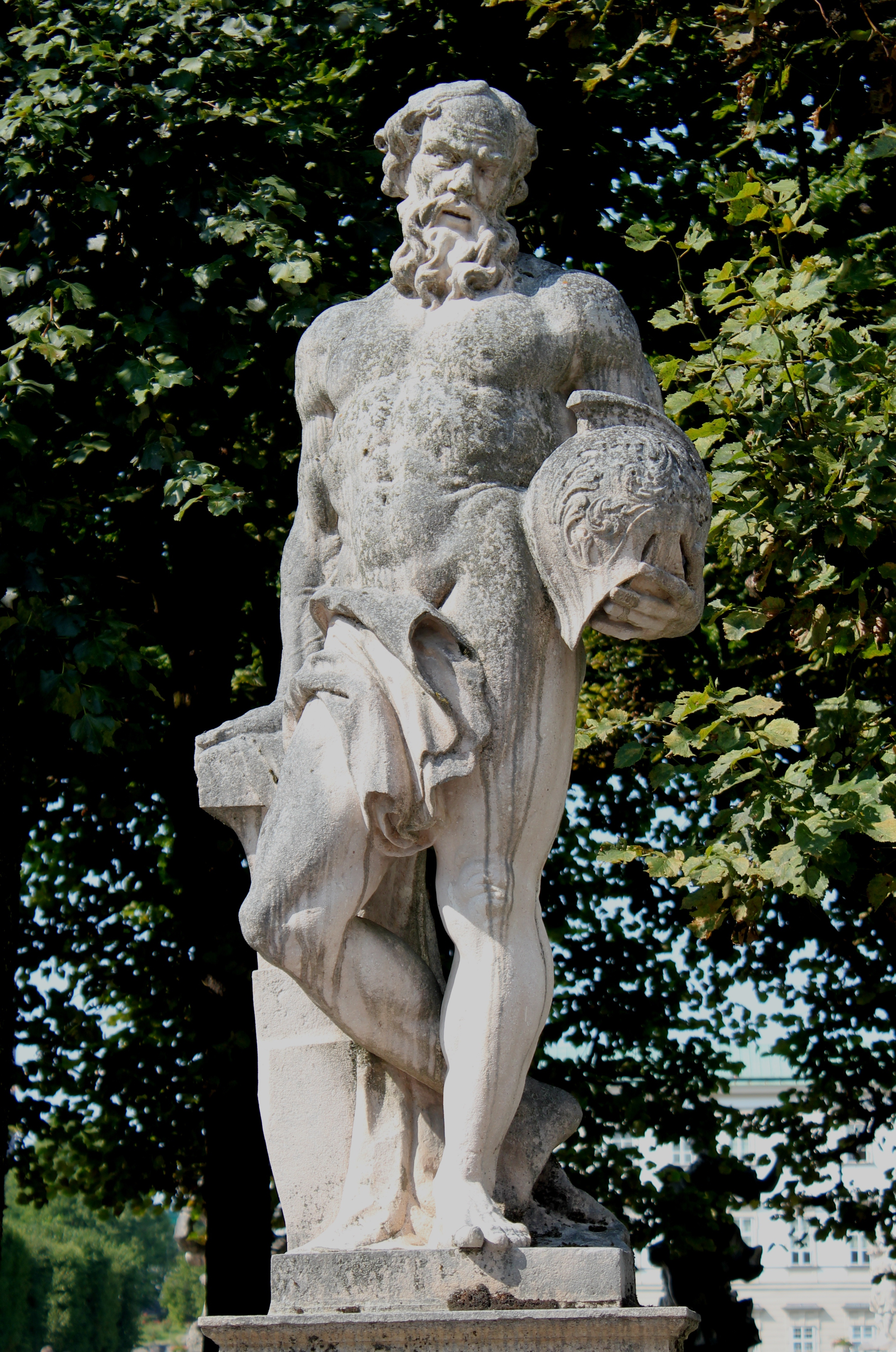
Vulcanus
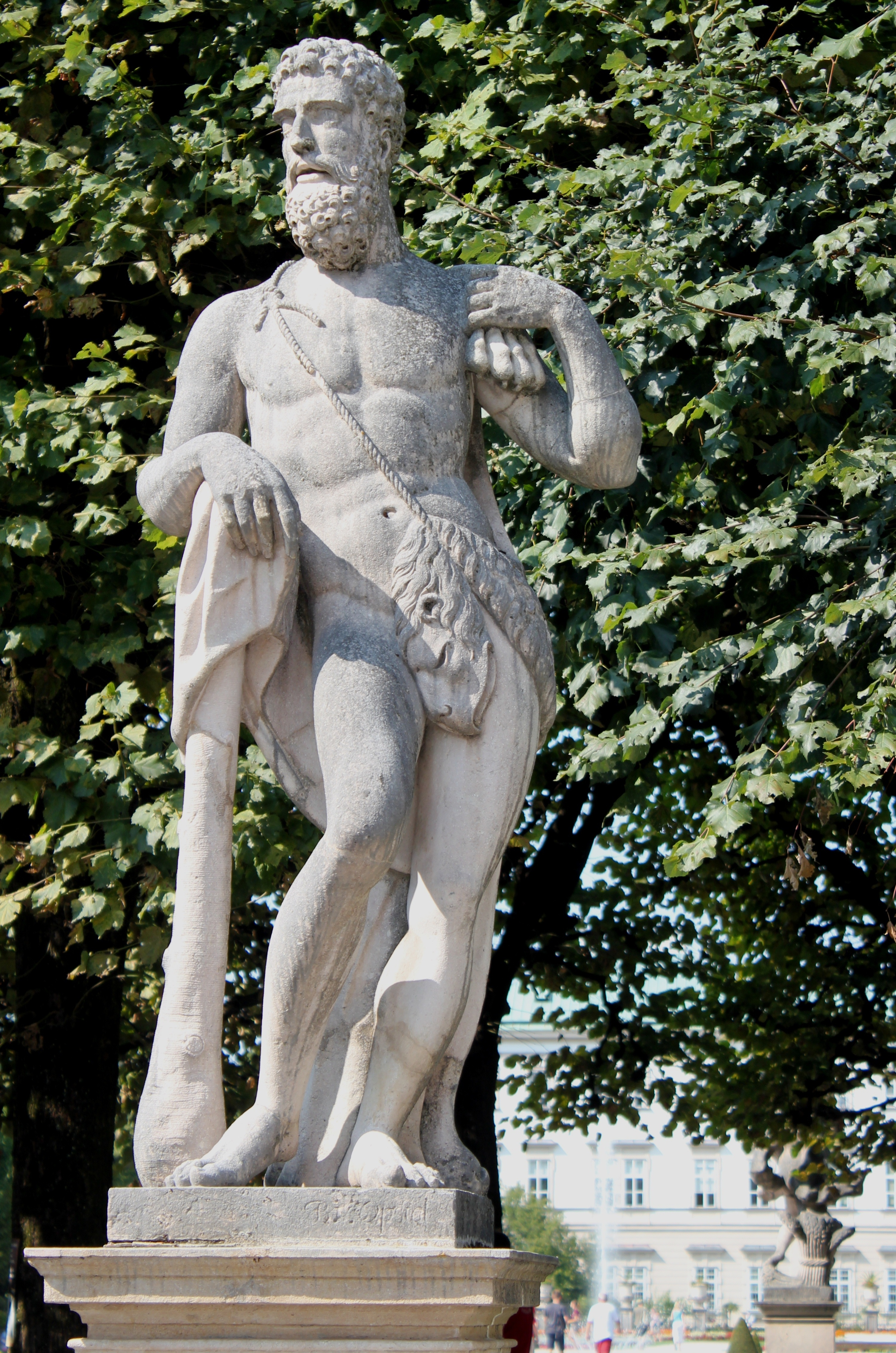
Hercules
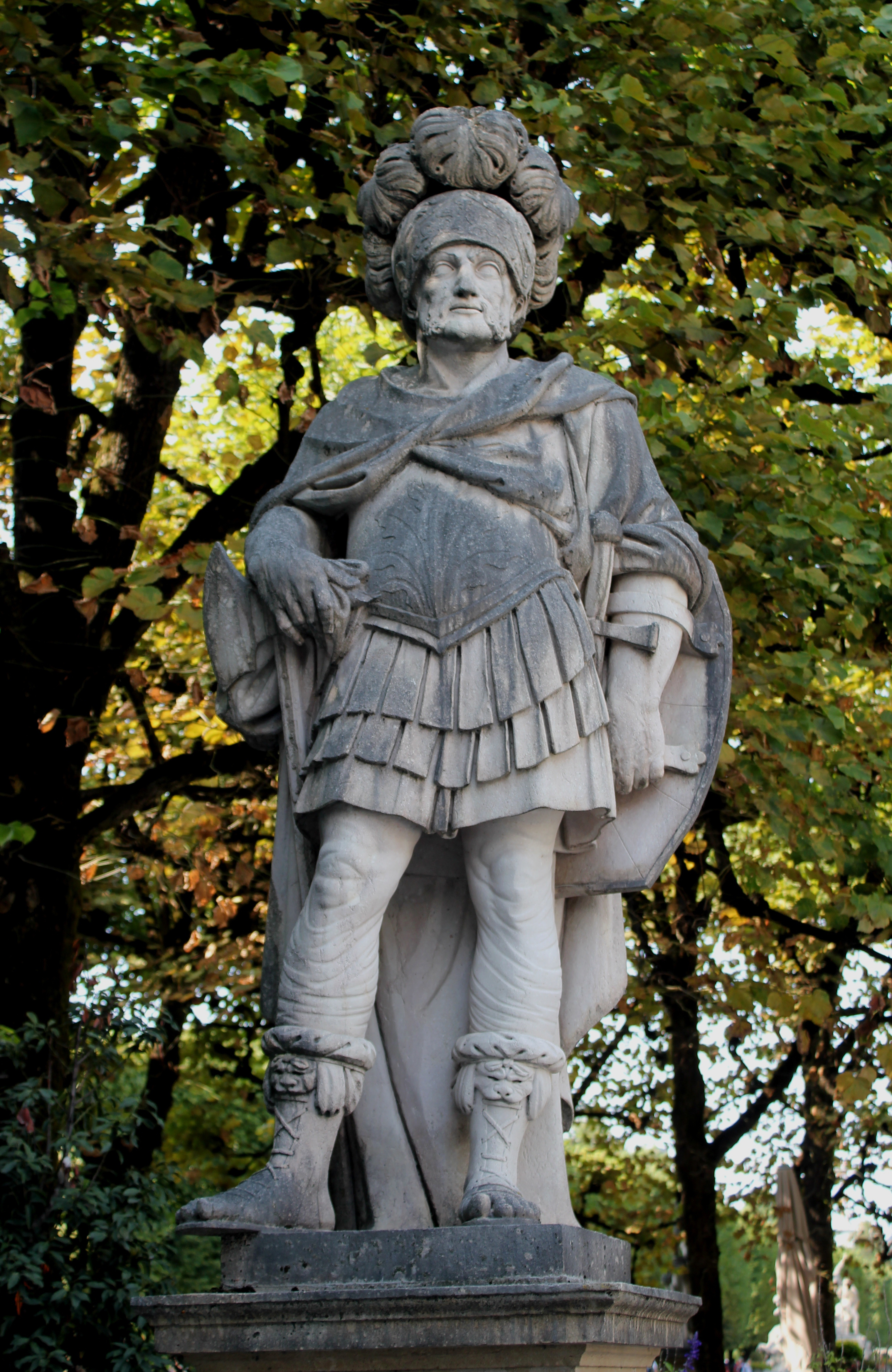
Mars
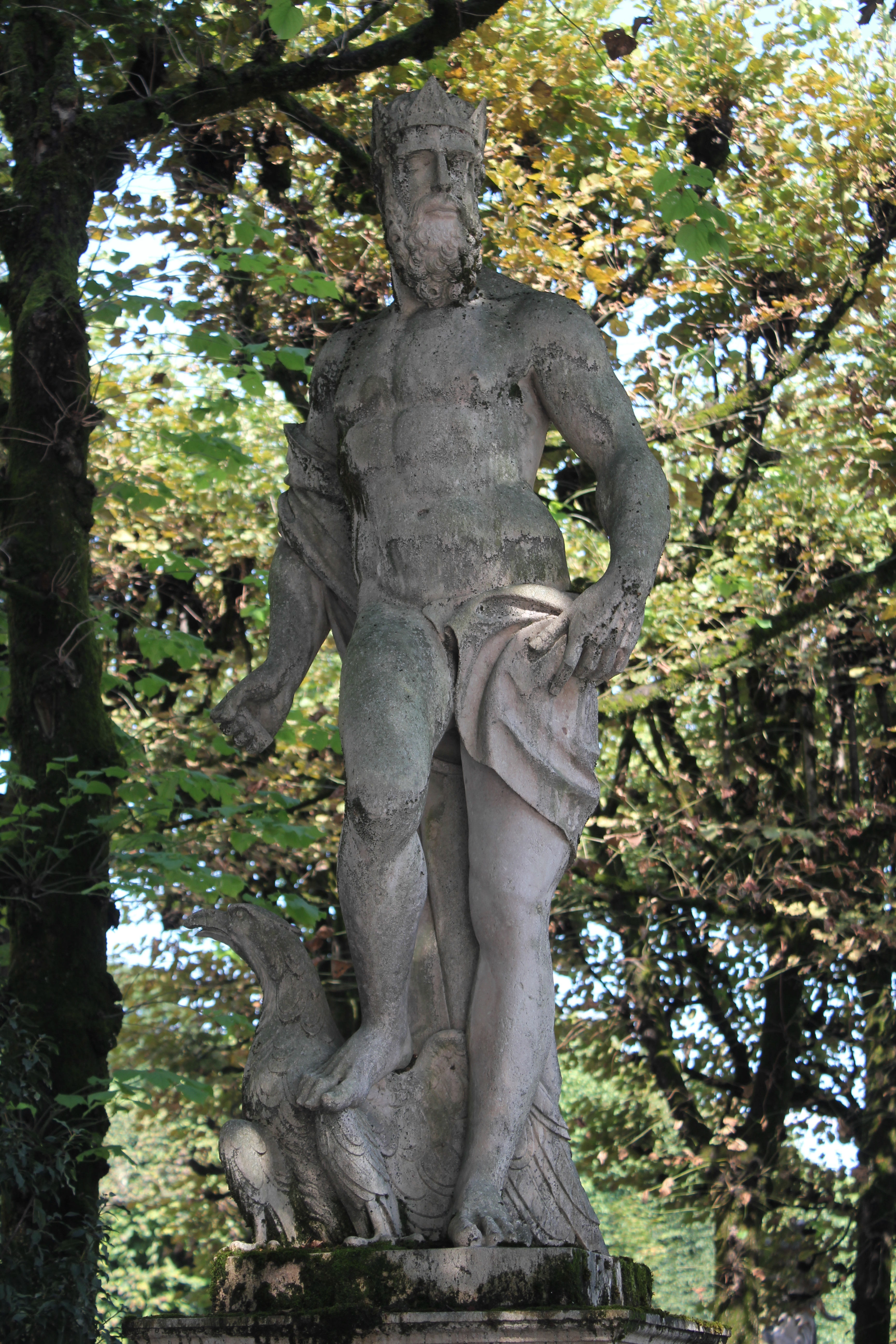
Jupiter
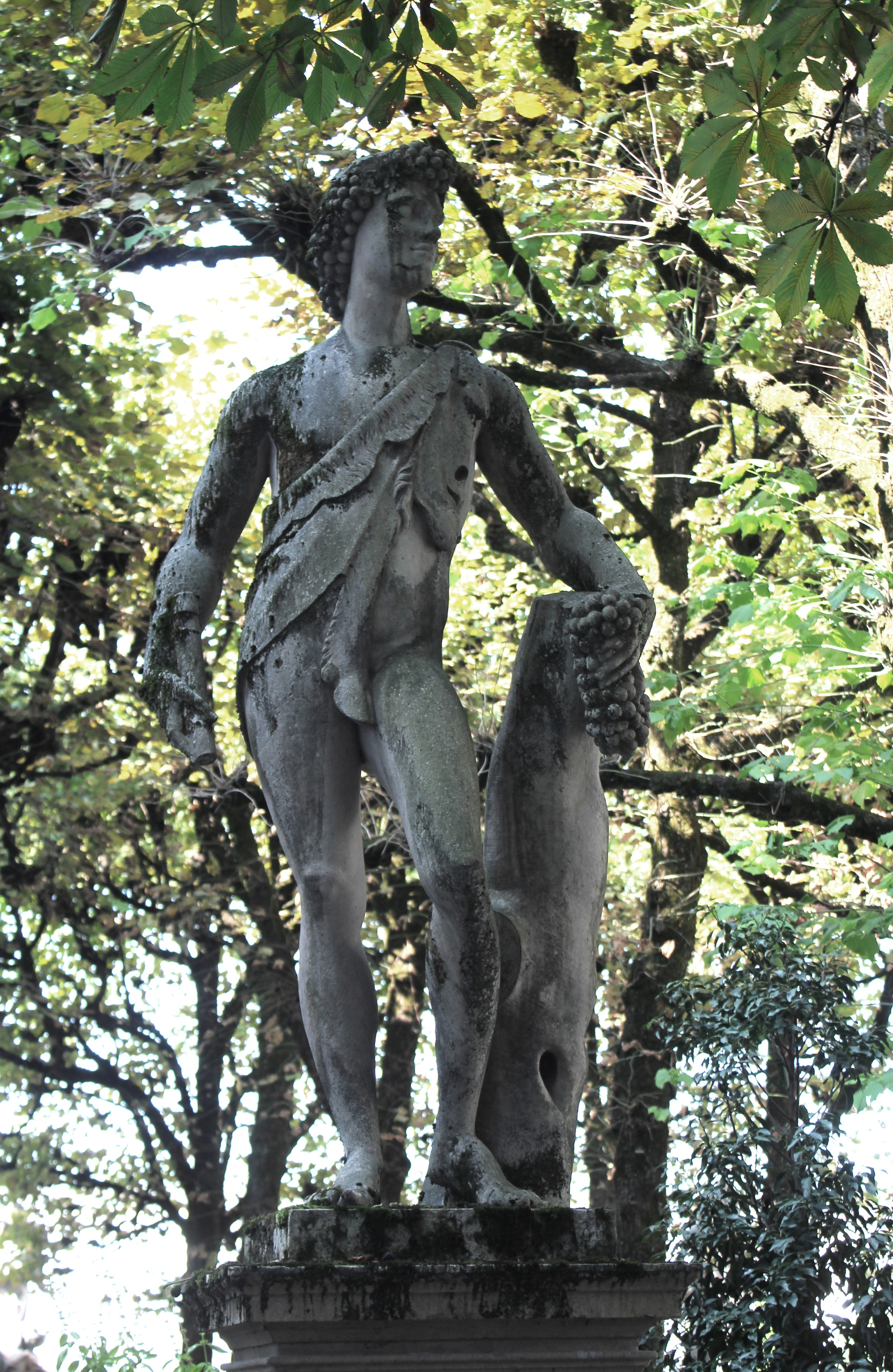
Bacchus (ősz)
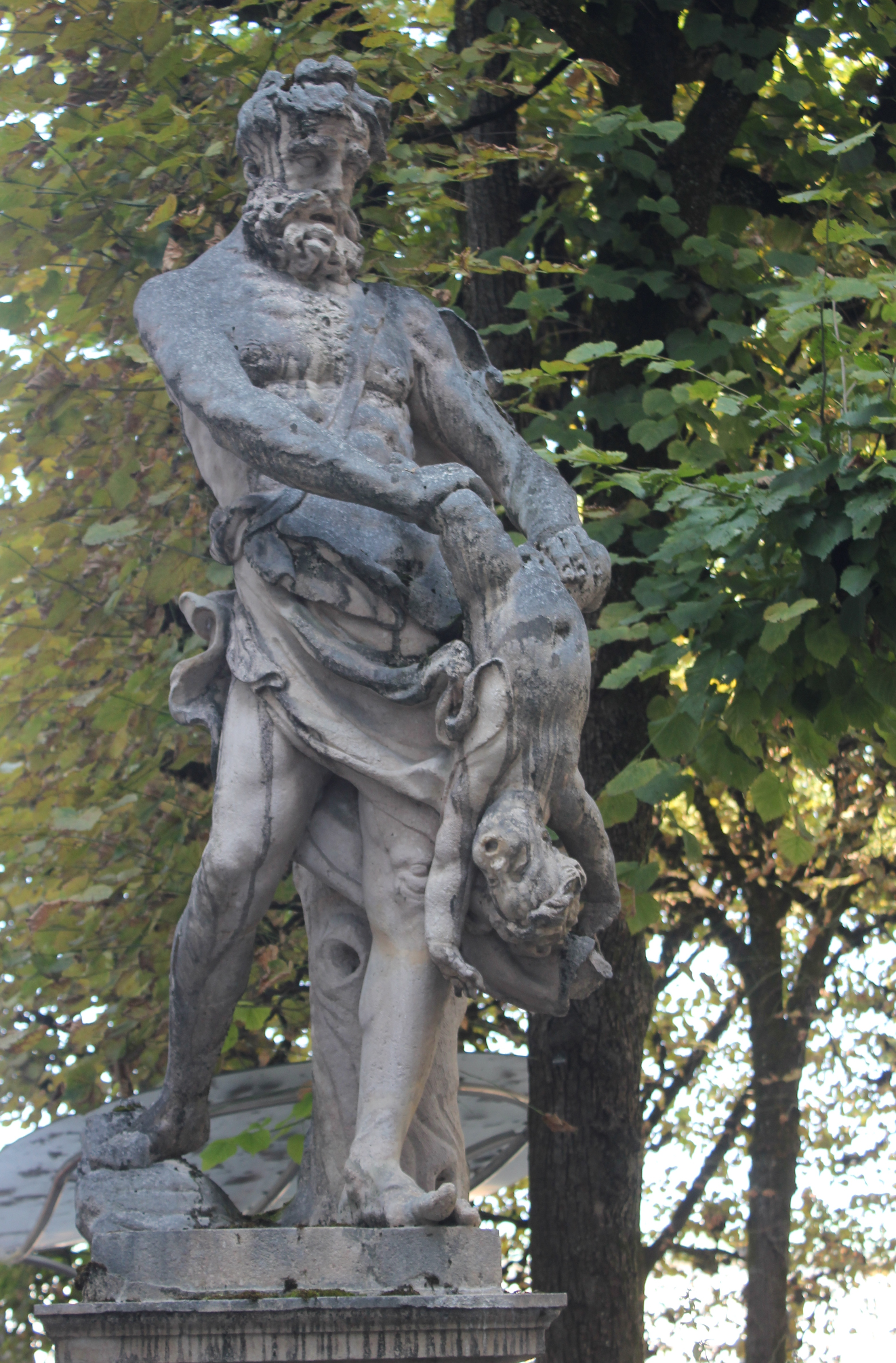
Saturnus (tél)

#### A nyolc antik istennő szobrai
A nyolc antik istennő keletről nyugatra tekint vissza a kert felé: elsőként Diana látható félholddal a hajában és hűséges kutyája kíséretében, aki valószínűleg az egyébként visszafogott és szerény életmódot folytató Johann Ernst Thun hercegérsek vadászszenvedélyének állít emléket. A különféle virágokat cipelő Flora a tavaszt jelképezi. A medúzafejes pajzsot és sisakot viselő Minerva nem hiányozhat az istennők közül, mint az érsekek által is támogatott tudomány és a művészetek szimbóluma. Az érett gabonakalászokat vivő Ceres összetéveszthetetlenül ábrázolja a nyarat, az ő szobrát a bejárati úttól nyugatra Pomona követi, aki a gyümölccsel teli bőségszaruval képviseli az őszt. A szárnyas kis Ámort tartó meztelen Venus a világi szépségek és szerelem jelképe. A vastag szőrmébe öltözött és tűzfazék mellett melegedő Vesta a telet szimbolizálja, a csoportot pedig a szőlőfürttel és egy pávával ábrázolt Juno alakja zárja.

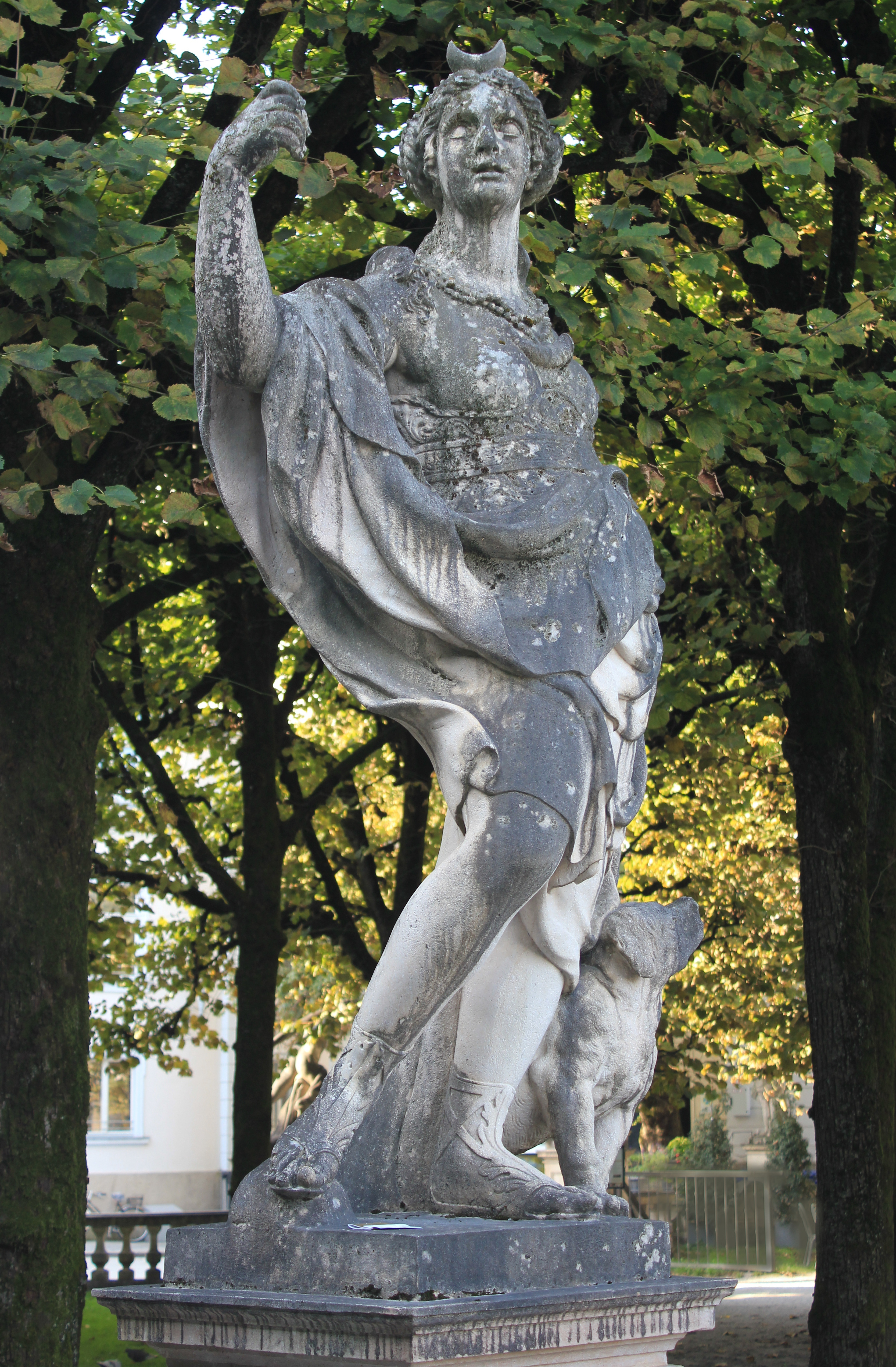
Diana
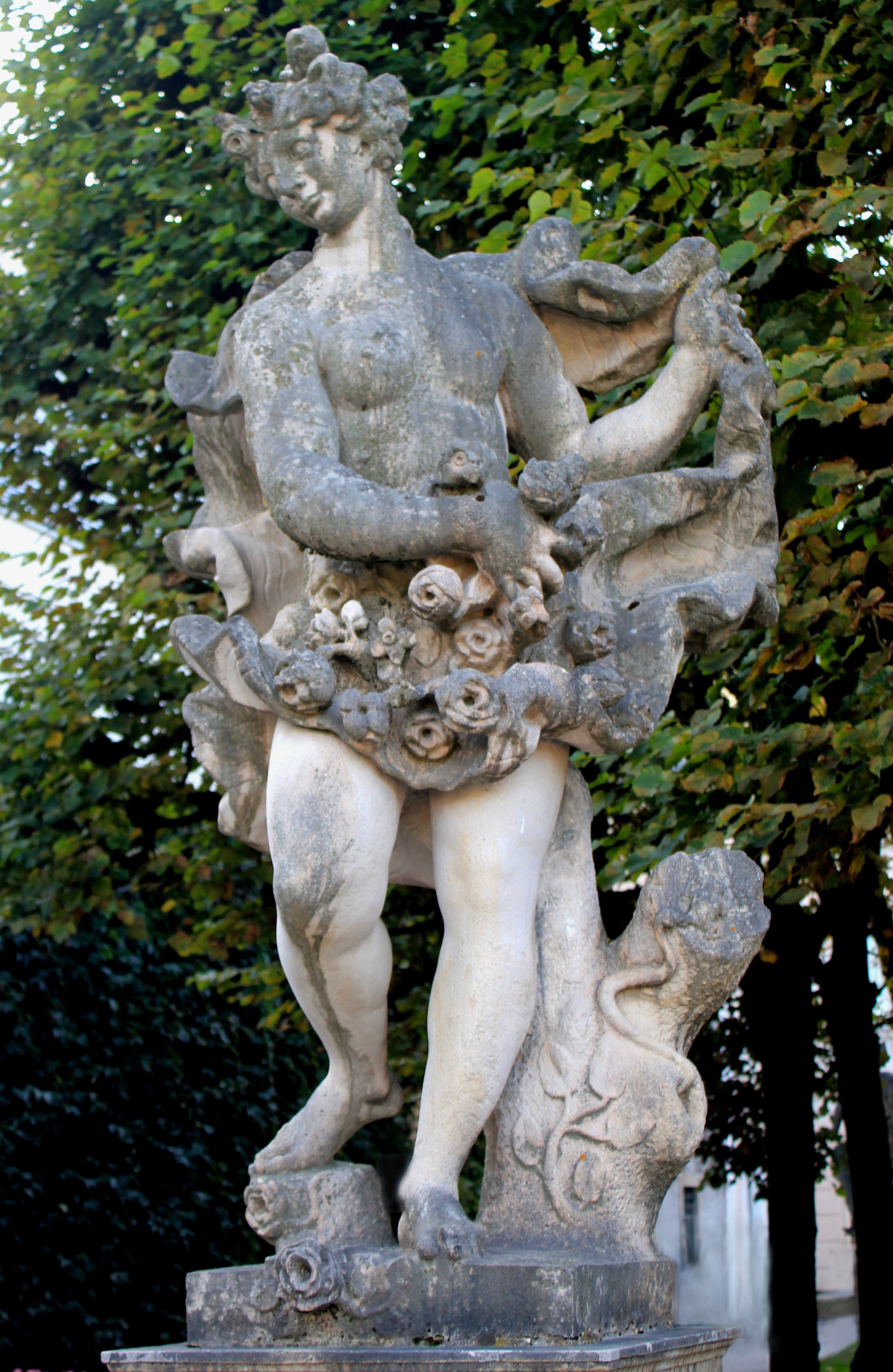
Flora és a tavasz
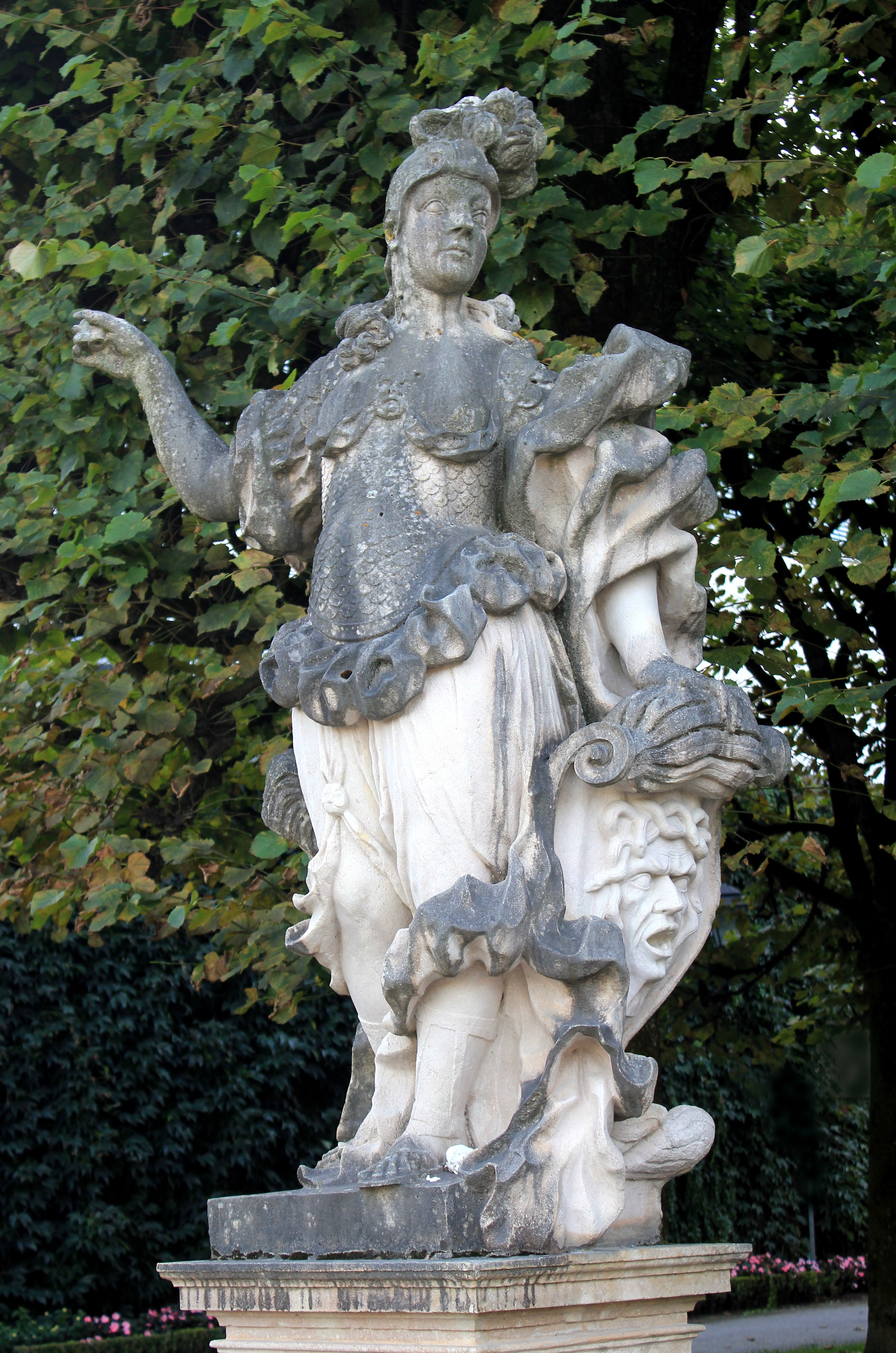
Minerva
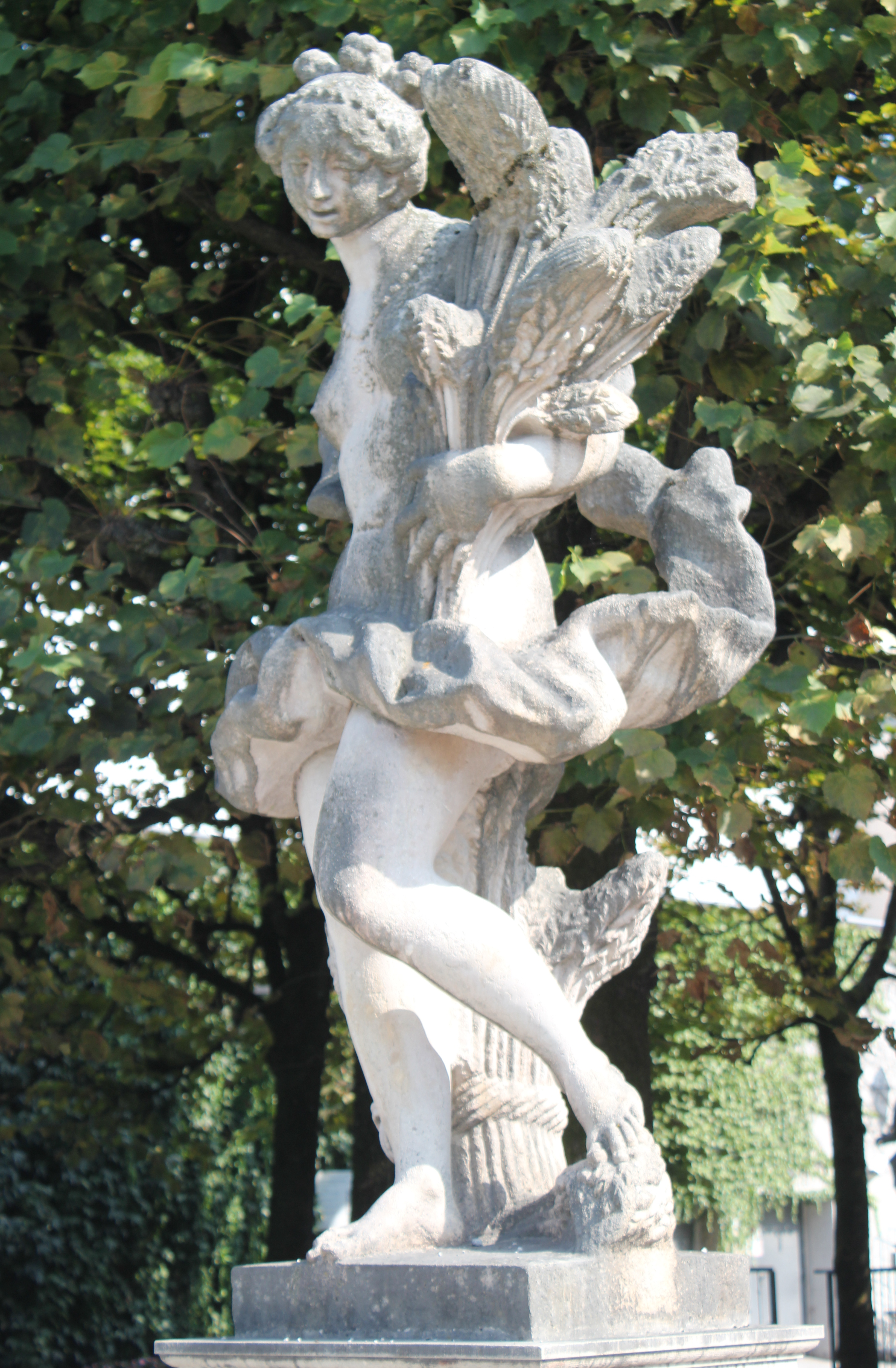
Ceres és a nyár
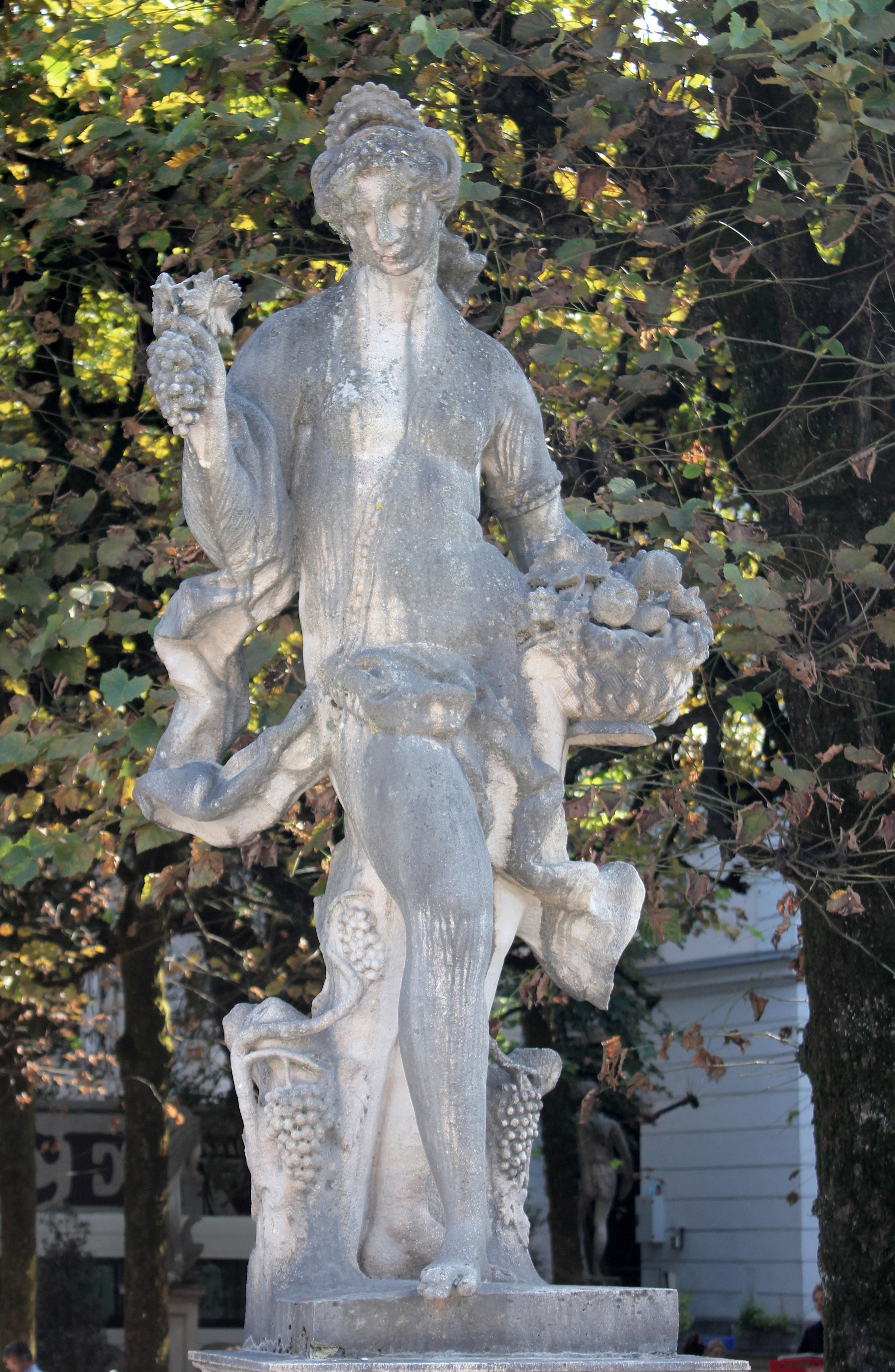
Pomona és az ősz
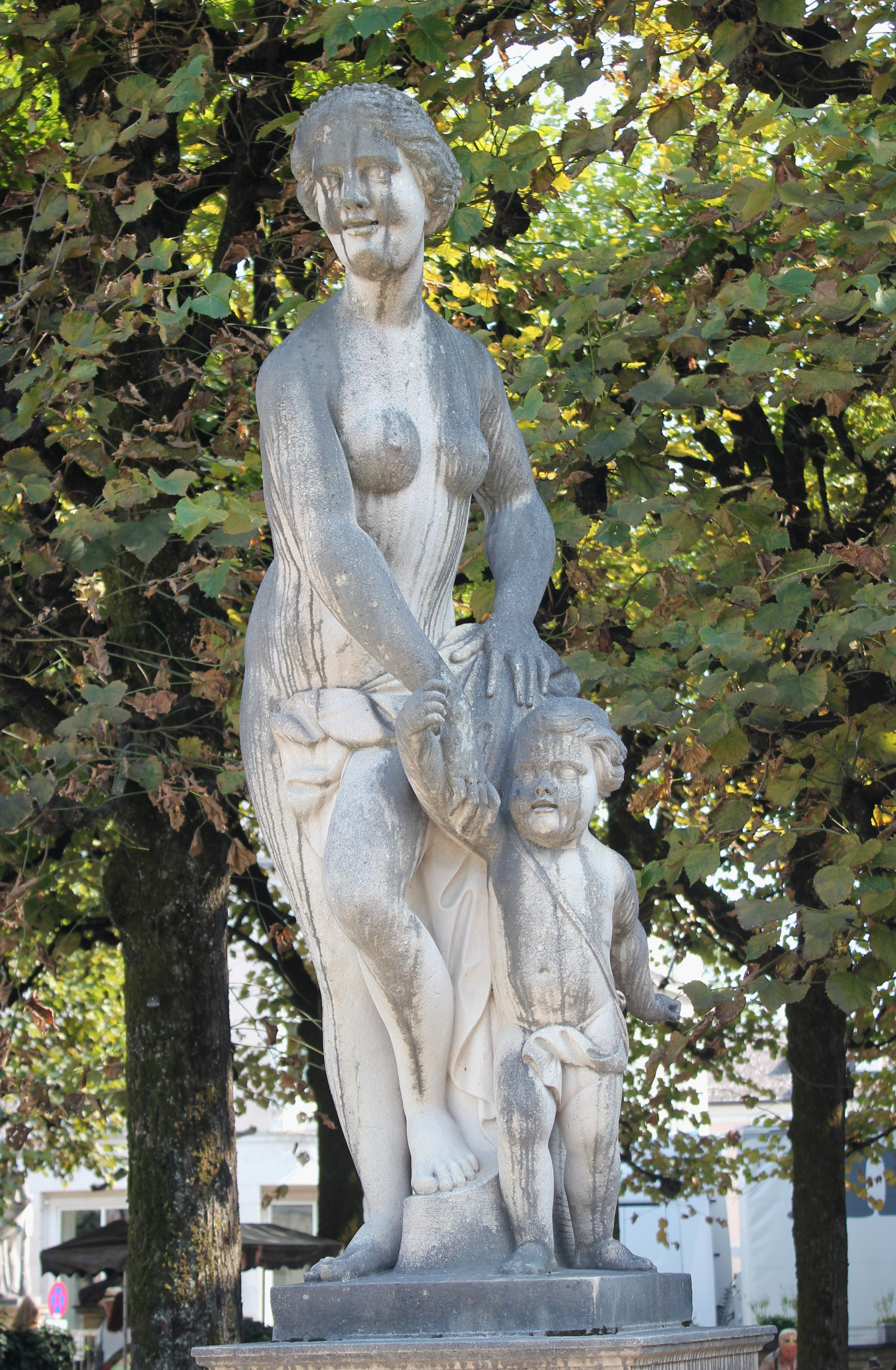
Venus
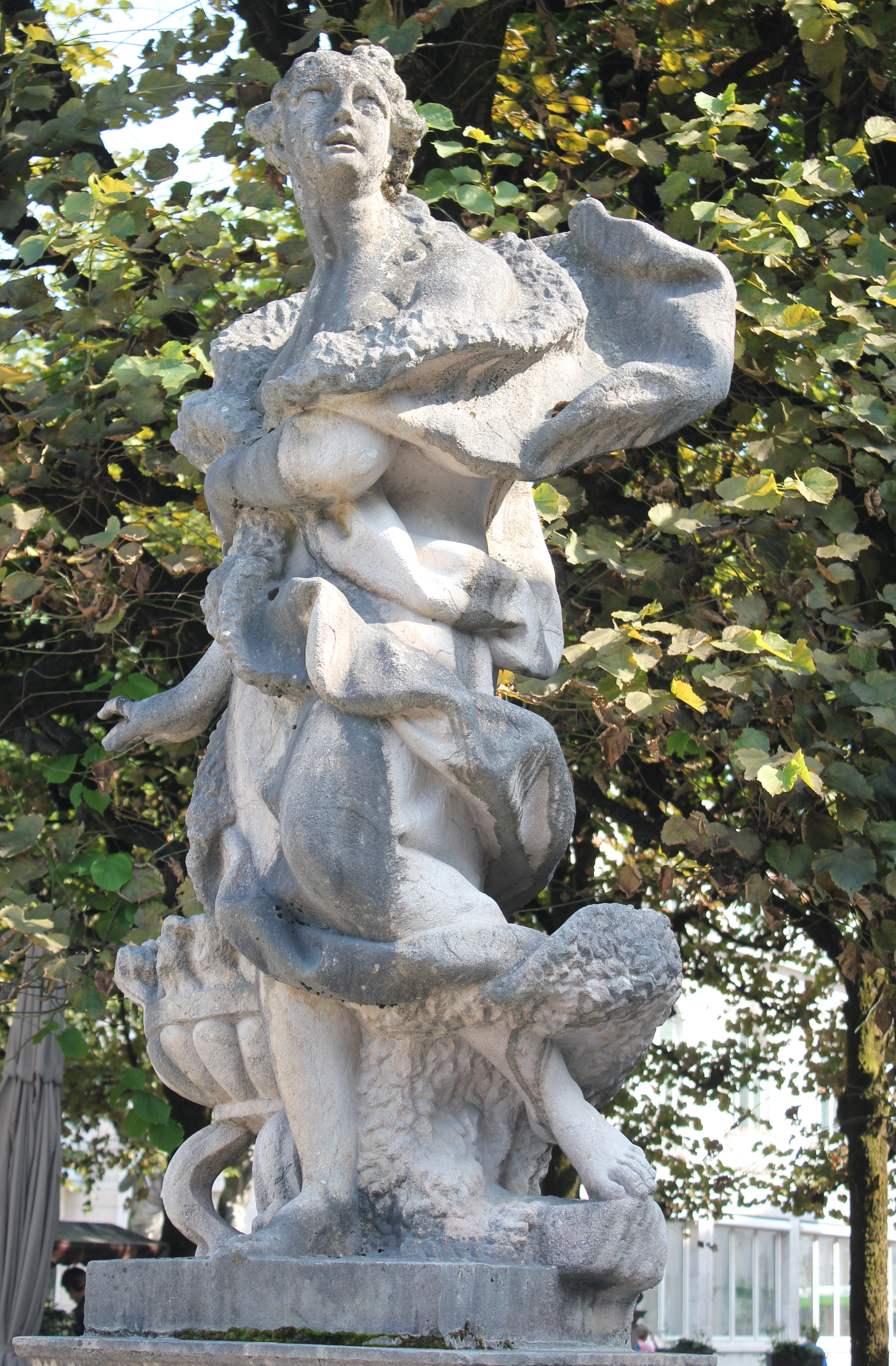
Vesta és a tél
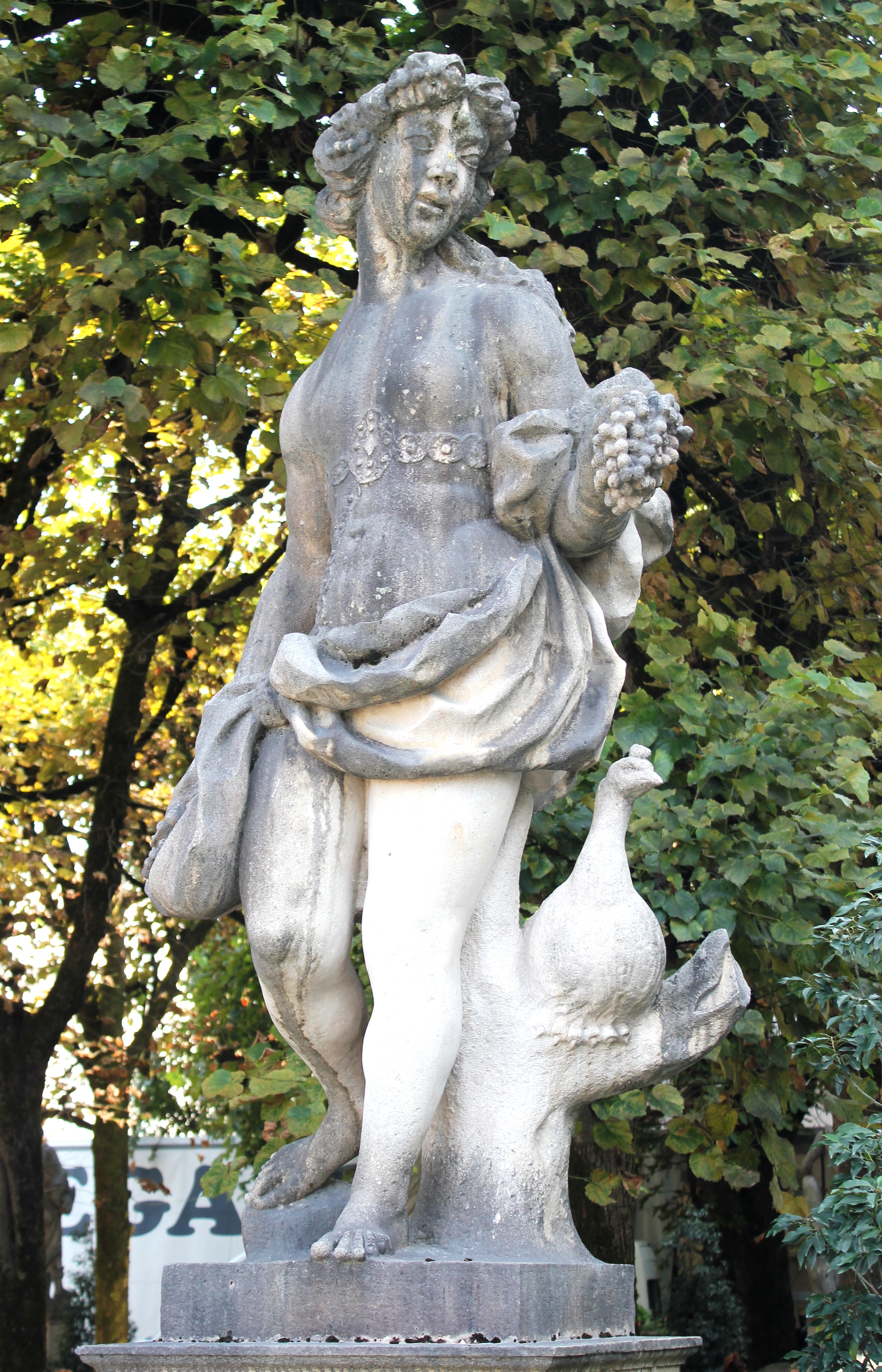
Juno

### Zwergelgarten (törpekert)
A Zwergelgartent 1690–91-ben a Mirabell-kert barokk átalakításának részeként Johann Ernst Graf Thun érsek megbízásából tervezte Johann Bernhard Fischer von Erlach. A törpekert eredetileg 28 groteszk törpefigurából állt, melyek fehér untersbergi márványból készültek. Párját alkotják a nagy kert földszintjén és a hársligetben található 28 márványszobornak. A törpék valószínűleg Ottavio Mosto és Bernhard Michael Mandl vezette művészegyüttes segítségével készültek, amelyben Sebastian Stumpfegger és Hans Schwäbl is dolgozott. Valószínűleg ez a legrégebbi törpekert Európában. A barokk korszakban számos európai királyi udvarban éltek alacsony termetű emberek, akiket nagyra tartottak hűségük miatt. Salzburgban Johann Ernst Graf Thun és Anton Harrach idején Franz von Meichelböck (1695–1746) volt a nagy tekintélyű udvari törpe.
A megemelt vízibástyától délre, vagyis az egykori erődítmények előtt található történelmi barokk törpekertet 1800 körül alakították át angolkertté, amely nem maradt fenn. 1811-ben eladták a szobrokat, és már nem tudták őket később teljesen összegyűjteni, a visszaszerzett darabokat ideiglenesen a helyreállított Lodron-vízibástyára helyezték el. Az eredeti barokk kert helyreállítása továbbra is fontos feladat. Középtávon tervezik az egykor csodálatos törpekert helyreállítását az eredeti helyén.
A törpéket aztán több mint száz évre elfelejtették. Csak 1919-ben fedezte fel újra a Salzburgi Városszépítő Egyesület a város kultúrtörténetének ezt a darabját. 1919 októberében a helyi tanács döntött a kert újjáépítéséről. 1923-ban a szövetség meggyőzte a városatyákat, hogy kezdetben a városi egyesület tulajdonában lévő kilenc megmaradt törpét rövid időre felállítsák eredeti helyükön a törpekertben, vagy legalább ennek a régi kertnek a közelében. Ismét megkeresték a régi törpeszobrok nyomait, és megtalálták őket Salzburg házkertjeiben, de Bajorországban, Hausruckban és Pongauban is találtak belőlük. Ma a szobrok még mindig nem a régi törpekertben találhatók, hanem a közeli bástyakertben. Öt törpe még mindig magántulajdonban van ezek a bajor Traunsteinben és a salzburgi Reichenhallerstraßéban állnak. A kerti törpéket a 2017–18-as tél folyamán restaurálták.

### Vízibástya
A vízibástyát (Wasserbastei) a harmincéves háború idején építették fel a nagy Vitalisbastei elővédműveként. Feltehetően 1690 körül vagy röviddel azután a vízibástya a Mirabell-kerthez került, így felhasználták annak barokk kialakításakor, ekkor alakították ki közvetlenül mellette a törpekertet. Bonyolult mintázatú, díszes szegéllyel ellátott nagy központi szökőkutat kapott, amelyet az ösvények között elhelyezkedő nyolc virágágyás vett körül. A bástyát északi oldalán a város erődítményeinek mély vizesárka határolta egészen az 1860-as évekig. Nyugaton a bástya egészen a Salzach partjáig leért. A védművek feltöltése után a vízbástyát napjainkban már nehéz elképzelni mint a város külső erődítményeinek egykoron fontos részét.

### A narancsház és a rózsakertek
A kastély déli részén található narancsház (Orangerie) a nagy Parterre melletti pálmaházzal együtt jelenlegi formájában 1725 körül épült. Eredetileg ezt a kertet elsősorban narancsfák és más egzotikus díszfák termesztésére használták, amelyeket az üvegházban tartottak a téli időszakban, hogy túléljék a fagyokat. A barokk időszakban a narancsfákat a fejedelmi erény metaforájának tekintették, ennek a citrusfának a narancssárga gyümölcsét egyenértékűvé tették a Heszperidák kertjéből származó aranyalmával. Egy narancsház nem hiányozhatott a korabeli fejedelmi barokk kertekből, így a Mirabell kastélyéból sem.
Az épületeket más célokra használták fel a második világháború után, és csak 1980 után nyerték vissza eredeti funkciójukat. Danreiter eredeti tervei alapján felújították, az Orangerie déli épületét 2012 óta barokk múzeumként használják, az északi épület ma is üvegházként szolgál.

A narancsház kertjének közepén található a Papagena-kút Josef Magnus szoborfigurájával. A rózsakertet, amelyet a barokk korban eredetileg Nagy Pomerániai Kert néven hoztak létre, díszkertként 1955 körül építették újjá, mivel korábban zöldségtermesztésre használták a világháború utáni években. Ez a díszes rózsaágyásokkal ellátott kert közvetlenül a Mirabell palotától délre található. Rácsos kovácsoltvas kerítés és 17 díszes márványváza szegélyezi (ezeket egykor citrusfák számára állították fel), amelyeket Fischer von Erlach tervei alapján készítettek.

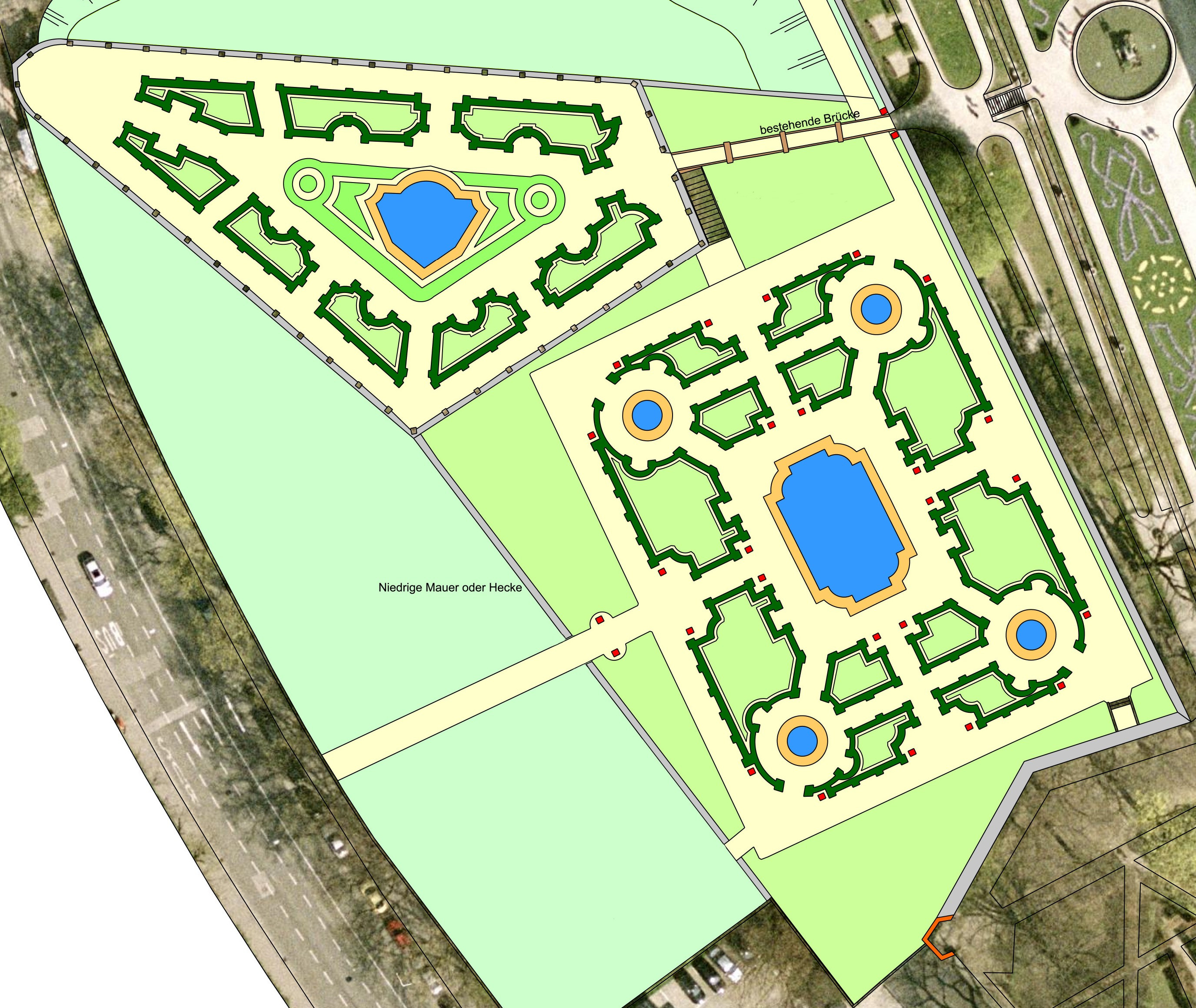
A vízibástya és a törpekert eredeti elrendezése
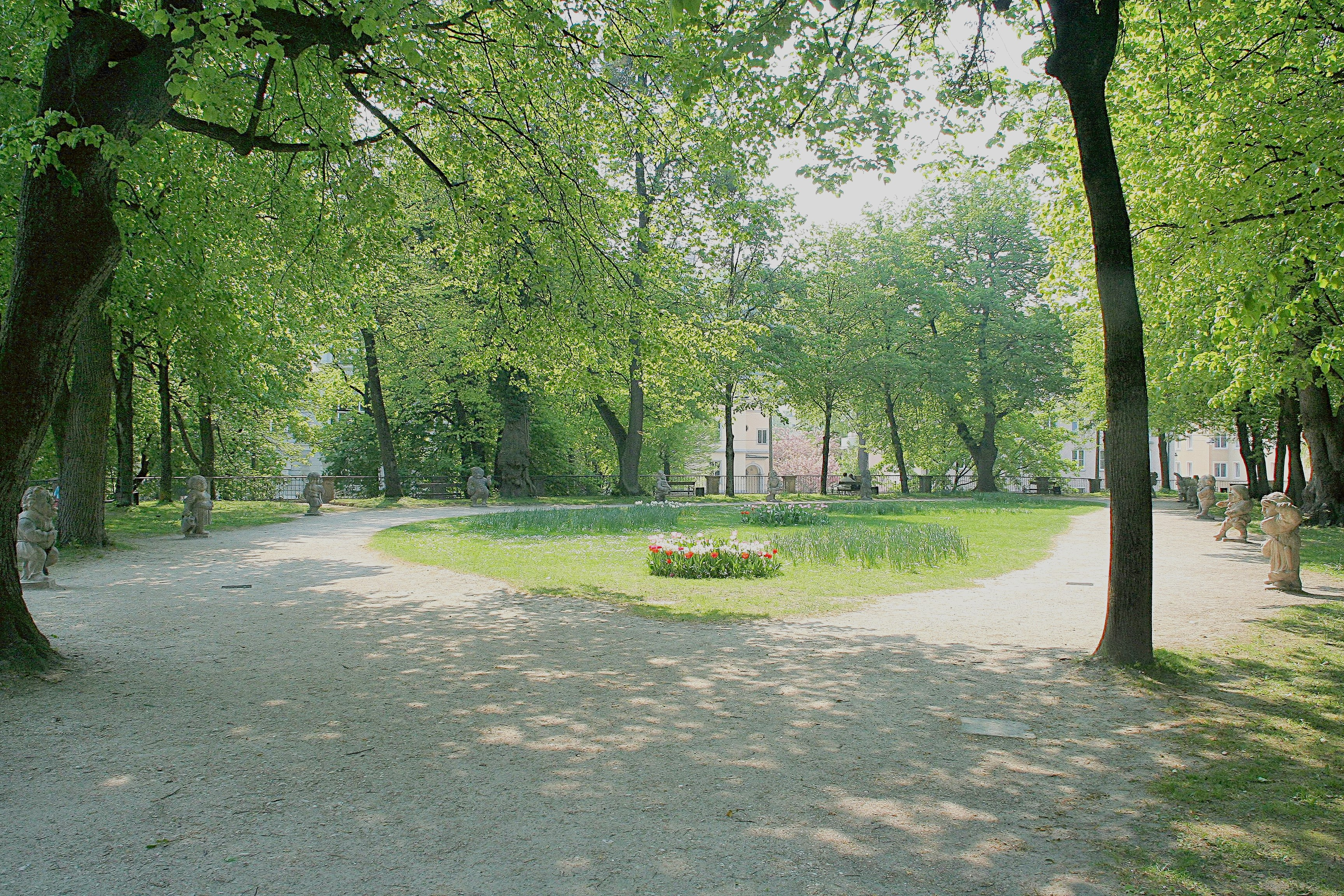
A törpekert a 2018-as felújítása előtt
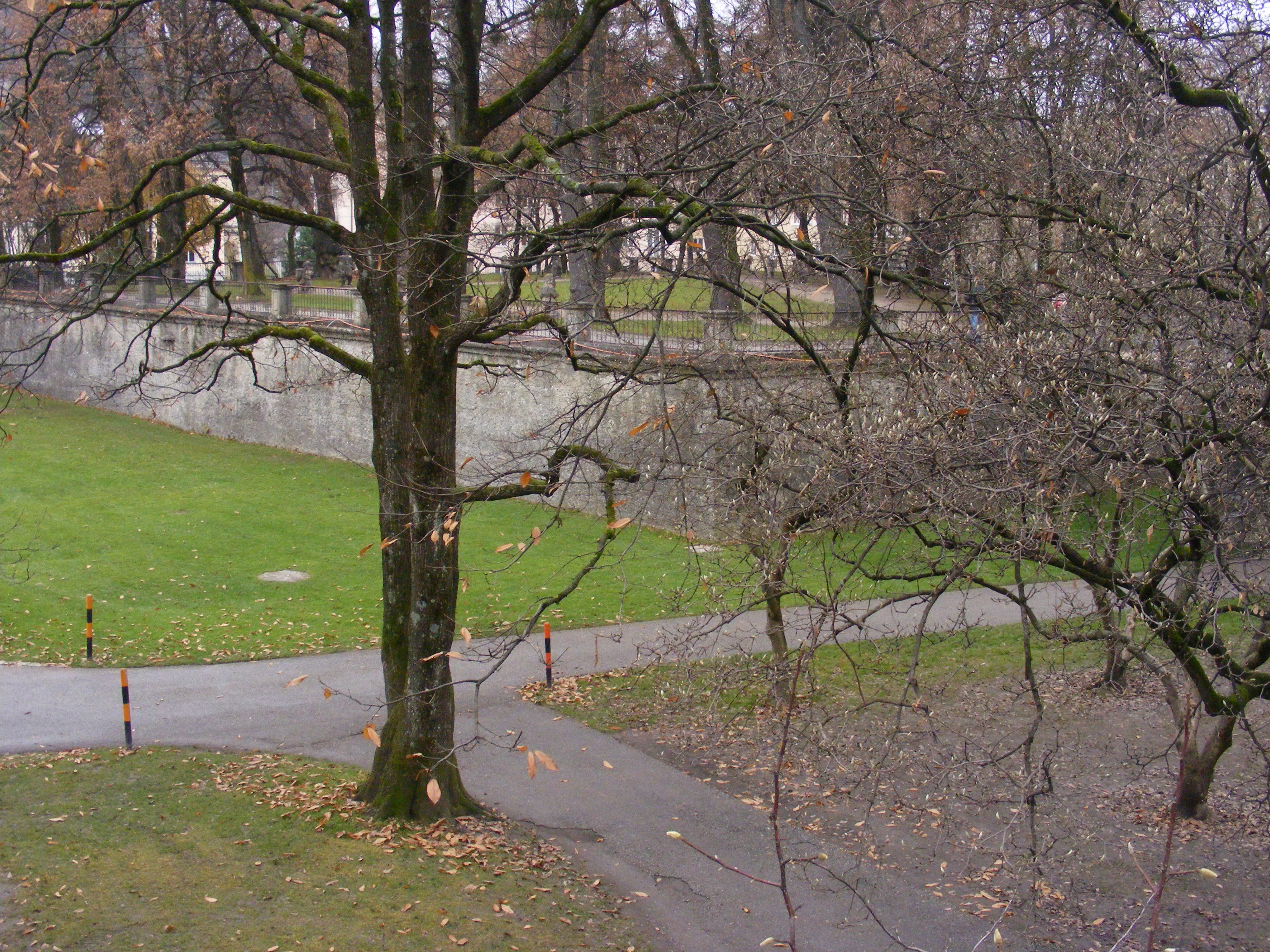
Az egykori bástyafal és a feltöltött árok
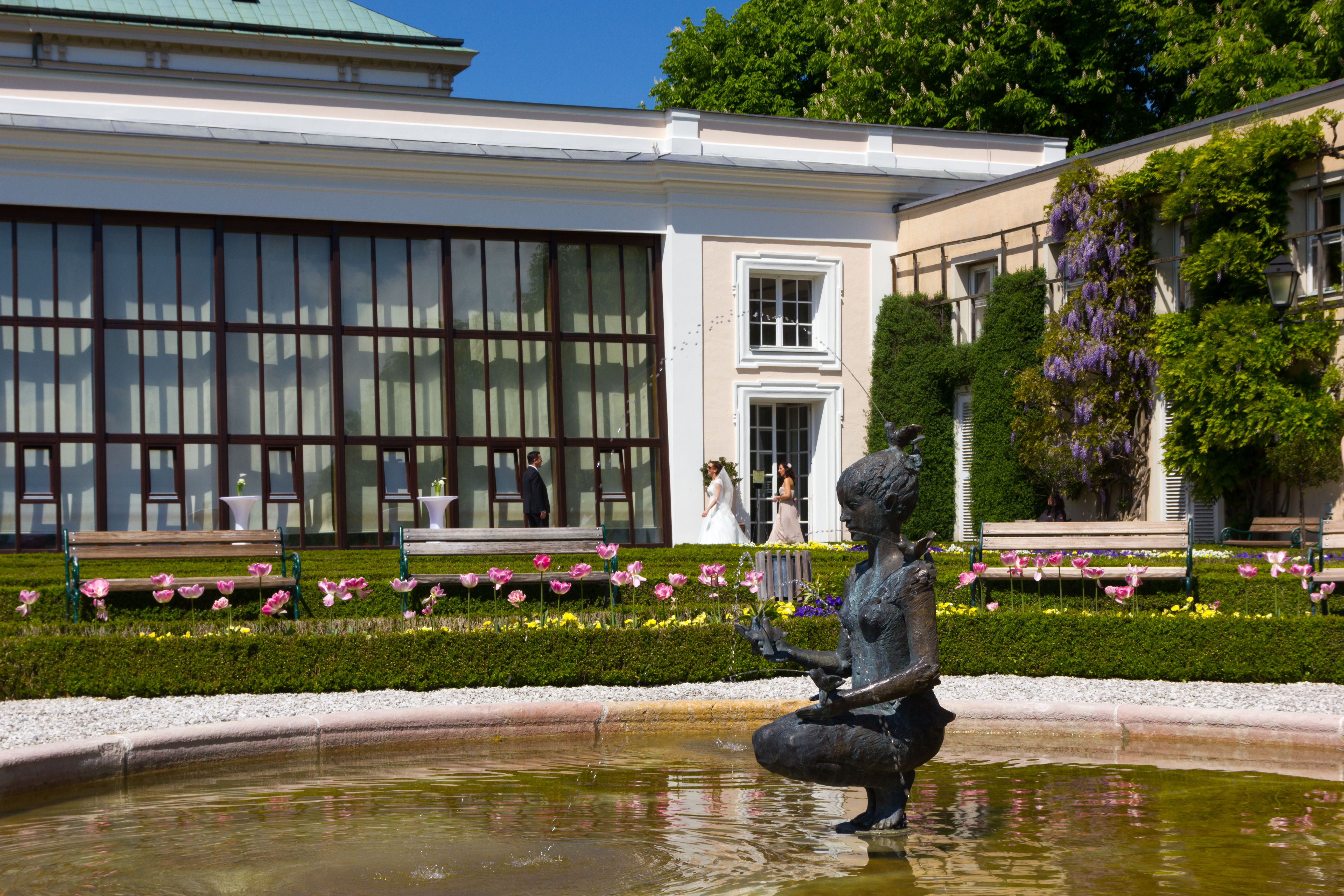
A narancsház és a Papagena-kút

## Fordítás
- Ez a szócikk részben vagy egészben  a   Schloss Mirabell című német Wikipédia-szócikk ezen változatának fordításán alapul.  Az eredeti cikk szerkesztőit annak laptörténete sorolja fel. Ez a jelzés csupán a megfogalmazás eredetét és a szerzői jogokat jelzi, nem szolgál a cikkben szereplő információk forrásmegjelöléseként.